# المرأة في السويد

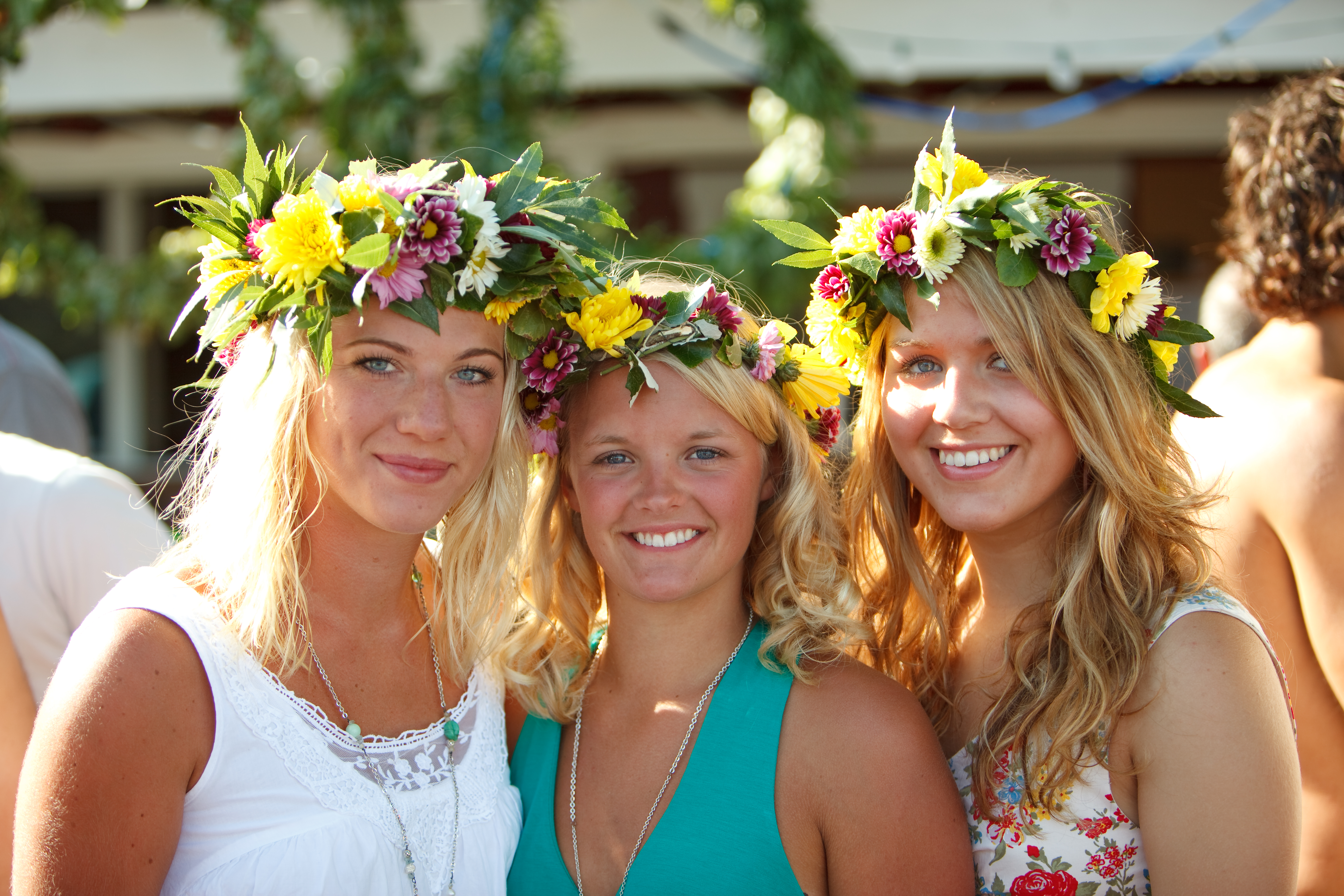
ثلاث شابات سويديات خلال احتفالات منتصف الصيف في عام 2009.

تغيّرت حقوق المرأة في السويد بمرور الزمن، إذ تأثر وضع وحقوق النساء بالثقافة والدين والخطابات الاجتماعية مثل الحركة النسوية القوية والقوانين، وتغير عدّة مرات عبر تاريخ السويد. حيث مَنح قانون المدينة في السويد الذكور والإناث حقوقًا مُتساوية في الميراث.
اختلف أيضًا وضع المرأة قديمًا حيث تم تعريف جميع النساء غير المُتزوجات بأنهن قاصرات قانونيًا بغض النظر عن العمر، ووضعن تحت وصاية أقرب قريب لهن مثل الأم، إذا كانت الأم أرملة. أما بالنسبة للمرأة المُتزوجة، فكانت تُوضع تحت وصاية زوجها وليس لها حق الرشد القانوني. في القرن التاسع عشر، وتحديدًا في عام 1862، أصبحت السويد واحدة من أوائل الدول في العالم التي منحت النساء حق التصويت. بالإضافة إلى أنه لم تكن المهن مُتاحة أمام النساء حتى جاء الإصلاحيون في البرلمان بحجة النمو السكاني، إلى جانب التغيرات في المجتمع الناجمة عن الأزمة الاقتصادية في الحروب النابليونية والتصنيع، حيث أدى ازدياد عدد النساء غير المُتزوجات إلى إتاحة المزيد من المهن أمامهن لتمكينهن من إعالة أنفسهن. وفُتحت المهن بعد ذلك أمام النساء في السويد ليستطعن إعالة أنفسهن.
وفي القرن الحادي والعشرين، أصبحت السويد أول دولة في العالم تُحقق المُساواة بين الجنسين.

## تاريخ المرأة في السويد

### العصر الإسكندنافي

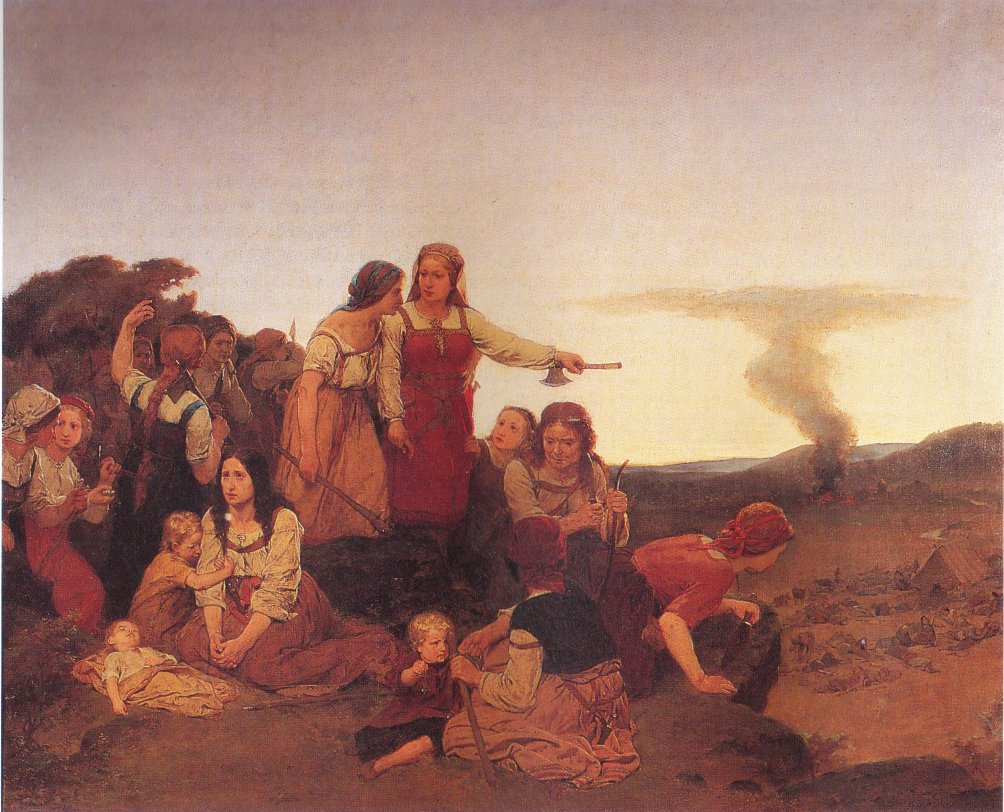
تنصح بلاندا نساء بارند بالانتقام من نهب الدنماركيين.

خلال العصر الإسكندنافي، كانت للنساء مكانة متحررة نسبيًا في بلدان الشمال (السويد، الدنمارك والنرويج)، كما هو موضح في لغة جراكس الأيسلندية، قوانين فروستاتينج النرويجية وقوانين جوليتينج. كان لكل من عمة الأب وابنة الأخت وحفيدة الأب، المشار إليهما باسم «أودالفينا»، الحق في وراثة ممتلكات الرجل المتوفى. في غياب الأقارب الذكور، يُمكن للمرأة غير المُتزوجة التي ليس لديها ولد (ذكر) أن ترث المزيد من خلال منصبها كرئيسة للأسرة من الأب أو الشقيق المتوفى، ويشار إلى المرأة التي تحمل هذا المركز باسم «رينغفينا»، وقد مارست جميع الحقوق الممنوحة لها، مثل الحق في المطالبة وتلقي الغرامات لذبح أحد أفراد الأسرة، حتى تتزوج، وبذلك يتم نقل حقوقها إلى زوجها. عند بلوغ سن العشرين، يُشار إلى المرأة غير المتزوجة، باسم «مير وماي»، بذلك تصل إلى الرشد القانوني ولها الحق في أن تقرر مكان إقامتها وكانت تُعتبر شخصا راشدًا أمام القانون. كان الاستثناء من استقلالها هو الحق في اختيار شريكها بالزواج، حيث أن الزيجات عادة ما كان يتم ترتيبها من قبل العشيرة. تتمتع الأرامل بنفس الوضع المستقل مثل النساء غير المُتزوجات.
كانت لدى النساء سلطة دينية وكن ناشطات كالكاهنات (جيدجا) وأوراكلز (سيجدكفنا)، وكذلك في الفن مثل الشعراء (سكالدر) والماجستير رونا، ونشطن في التجارة والطب النسائي. أيضًا كان منهن ناشطات في المكتب العسكري، القصص حول الدرع غير مؤكدة، لكن بعض الاكتشافات الأثرية مثل محارب فايكنز الإسكندنافي قد تشير إلى وجود بعض النساء على الأقل في السلطة العسكرية. كان بإمكان المرأة المُتزوجة الطلاق والزواج. كما كان مقبولًا اجتماعيًا أن تتعايش المرأة الحرة مع رجل وأن تنجب أطفالًاً دون أن يتزوجا، حتى لو كان ذلك الرجل متزوجًا، كانت المرأة في مثل هذا الموقف تسمى «فريلا». لم يكن هناك تمييز بين الأطفال الذين وُلدوا داخل أو خارج الزواج: كلاهما كان له الحق في وراثة المُمتلكات بعد وفاة أحد والديهما، وليس هناك أطفال شرعيون أو غير شرعيين، اختفت هذه الحقوق تدريجيًا من قوانين المقاطعات المحلية بعد التنصير في القرن الحادي عشر.

### العصور الوسطى وأوائل العصر الحديث
خلال العصور الوسطى، اختلفت حالة المرأة وحقوقها في أجزاء مختلفة من البلاد، حيث طبقت «قوانين المقاطعات المحلية»، فكان هناك قوانين مختلفة في مقاطعات مختلفة. كانت المحاولة الأولى لصياغة قانون وطني هي من قِبل ماغنوس إريكسونز من 1350، التي وضعت قانونًا واحدًا للبلد، وقانونًا واحدًا للمدينة، وهو نظام احتفظ به مصرف كريستوفر من عام 1442. ابتداءاً من عام 1350 فصاعدا، كان الوضع المدني للمرأة هو نفسه بشكل عام في كل من قانون المحافظة وقانون المدينة: كانت المرأة غير المتزوجة تحت سلطة أقرب قريب لها من الذكور، والزوجة تحت سلطة وحماية زوجها، بينما كانت الأرملة تُعتبر راشدة قانونيًا.
في عام 1608، تم إدخال نصوص القانون في العهد القديم من الكتاب المقدس في القانون عن طريق التعديلات، والتي ساهمت بشكل ملحوظ في وضع المرأة. ومع ذلك، كانت هناك فجوة بين القانون والمُمارسة: على الرغم من حقيقة أن النساء غير المُتزوجات قاصرات قانونيًا وأن الأرامل فقط من يحق لهن تمثيل أنفسهن في المحكمة، ولكن كانت النساء غير المُتزوجات لا يُسمح لهن في الواقع بالتقدم بشهادتهن ومقاضاتهن وتمثيلهن في المحكمة، حتى منحهن الإصلاح القانوني هذا الحق في عام 1686 لإضفاء الشرعية على ما كان إجراءاً شائعا بالفعل.

### قانون المقاطعة
بداية من عهد الملك ماغنوس الرابع (تحديدا سنة 1350 فصاعدًا)، أصبح ميراث البنات الإناث في الريف نصف ميراث الأبناء الذكور. منذ عام 1686، ألزم قانون الكنيسة السويدية 1686 كل أبرشية في الريف بتوفير التعليم الابتدائي لجميع الأطفال بغض النظر عن جنسهم ذكور أم إناث، وعادة ما كان يتم تقديمه من قبل النائب أو المعلم الذي يعمل لدى مقر القسيس.
في الريف، تم تنظيم المهن حسب العُرف وليس القوانين. عندما تكون غير متزوجة، يتوقع من المرأة الفلاحة من قِبل الأعراف الاجتماعية أن تخدم في أسرة عائلة أخرى من الفلاحين كخادمة، والتي تُعتبر وسيلة لتعلم تجربة الأسرة قبل الزواج، ولا ينظر إليها على أنها عبودية: عندما تتزوج السيدات لتصبح زوجات للمزارعين وصيادي الأسماك وعمال المناجم، تقليديًا، يساعدونهم جنبًا إلى جنب في مهنهم، وتوكل لهن المهنة وحدهن في غياب الأزواج، وإذا مات أزواجهن دون أن يكون لديهن ابن بالغ، يُدعون أرامل. على الأقل منذ القرن السابع عشر وحتى القرن التاسع عشر، كان معروفًا أن النساء يعملن كعمال في المناجم وحدادات، يُشار إليهن بخادمة من الكنز.
أعطى كون الزوجة تعمل كوكيلة لزوجها استقلالًا كبيرًا للنساء خاصةً خلال القرن السابع عشر، عندما تم استدعاء الرجال للخدمة في حروب عديدة وتركوا زوجاتهم لإدارة شئون العائلة في غيابهم، حدثت هذه الحالة مع زوجات الجنود العاديين وكذلك مع زوجات النبلاء، اللاتي تركن مع مسؤولية المخلفات الرعوية والأبرشيات ومهمة العمل كقنوات للتاج لمُعالي العقارات. في المجتمع المحلي، كانت زوجات رعيّة الكنائس تتمتع بمكانة قوية كنوع من رعاية الرفاهية الاجتماعية للرعية، وهو منصب حافظ عليه نظام المحافظة على الأرملة حتى القرن التاسع عشر.

### قانون المدينة

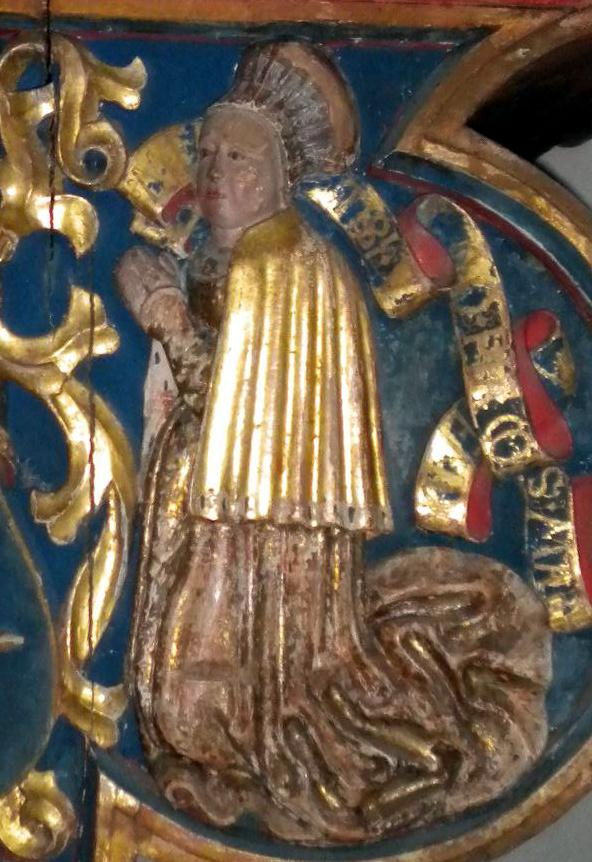
البطلة الوطنية كريستينا غيلنستييرنا (1494-1559)، منحوتة في القرن السادس عشر على مذبح كاتدرائية فاستيراس.

منذ سجن ماغنوس إريكسون عام 1350، منح قانون المدينة البنات والأبناء حقوقًا متساوية في الميراث. في قانون الكنيسة السويدية رقم 1571، شجع قانون المدينة الآباء على توفير التعليم الابتدائي لأبنائهم بغض النظر عن الجنس، ومن أواخر القرن السادس عشر فصاعدًا، تم تأكيد أن مدارس المدينة قد قبلت الفتيات، على الرغم من أنها عادة ما كانت فقط طبقًا للطبقات في البداية. ومع ذلك، فقد تم قبول كل من أورسولا أغريكولا من ستراسبورج وماريا جوناي بالمغرين من غرينا في مدرسة فيسينجسو في الأربعينيات من القرن التاسع عشر.
منذ القرن الرابع عشر وحتى عهد المصانع ونظام الحرف اليدوية والنظام التجاري في عام 1846، احتكرت النقابات العديد من المهن في المدن. ومع ذلك، لم يتم استبعاد النساء من عضوية النقابة. أصبحت الأرامل أعضاء بترخيص ممارسة مهنة الزوج الأخير حتى يستطعن الزواج مرة أخرى: كما يُمكن منحهن تصريحًا بممارسة بعض التجارة الأخرى. رسميًا، العديد من النقابات تستثني النساء المُتزوجات وغير المُتزوجات، ولكن من الناحية العملية توجد أمثلة عديدة لأعضاء النقابات المُتزوجات وغير المُتزوجات. كانت هناك أيضًا النقابات النسائية على وجه الحصر، مثل القابلة والمرأة المجدّفة. في عام 1460، تم إدراج 180 عضوًا من أعضاء النقابة في مدينة ستوكهولم: لم يتم ذكر المهنة بالنسبة لغالبية هؤلاء، ولكن كانت المهن الأكثر شيوعًا لنساء المدينة حينها هي خبيرة، خبازة، خيّاطة أو غسّالة، وواصلت تلك المِهن كونها شائعة لنساء المدينة في القرون التالية.
كانت هناك أيضا مهن خارج النقابات، مثل مهنة عاملة بناء مع مهمة تسليم المونة أثناء أعمال البناء. أمكن للمرأة بغض النظر عن حالتها الشخصية أن تشتري تصريحًا، وأن تكون ناشطة في التجارة للتصدير والاستيراد دون عضوية النقابة وأن تعمل فيهما على نطاق واسع أيضا وأن تتاجر دون أن تصبح عضوة في بلدية المدينة. أصدرت المدينة أيضا «تصريح التجار». كان هذا تصريحًا لتصنيع أو بيع السلع التي لم يتم تضمينها في احتكارات النقابات من المدرجات في الساحة أو في الشارع، وغالبًا ما كانت الملابس القديمة والحلي والمربى والكعك، ومنذ عام 1623، تم إصدار هذه التصاريح فقط لأولئك الذين يُمكن أن يثبتوا أنه ليس لديهم طريقة أخرى لإعالة أنفسهم. وكان هؤلاء الأشخاص عادة من النساء: إما أرامل أو نساء متزوجات لم يتمكن أزواجهن من إعالتهن.

### عصر التنوير

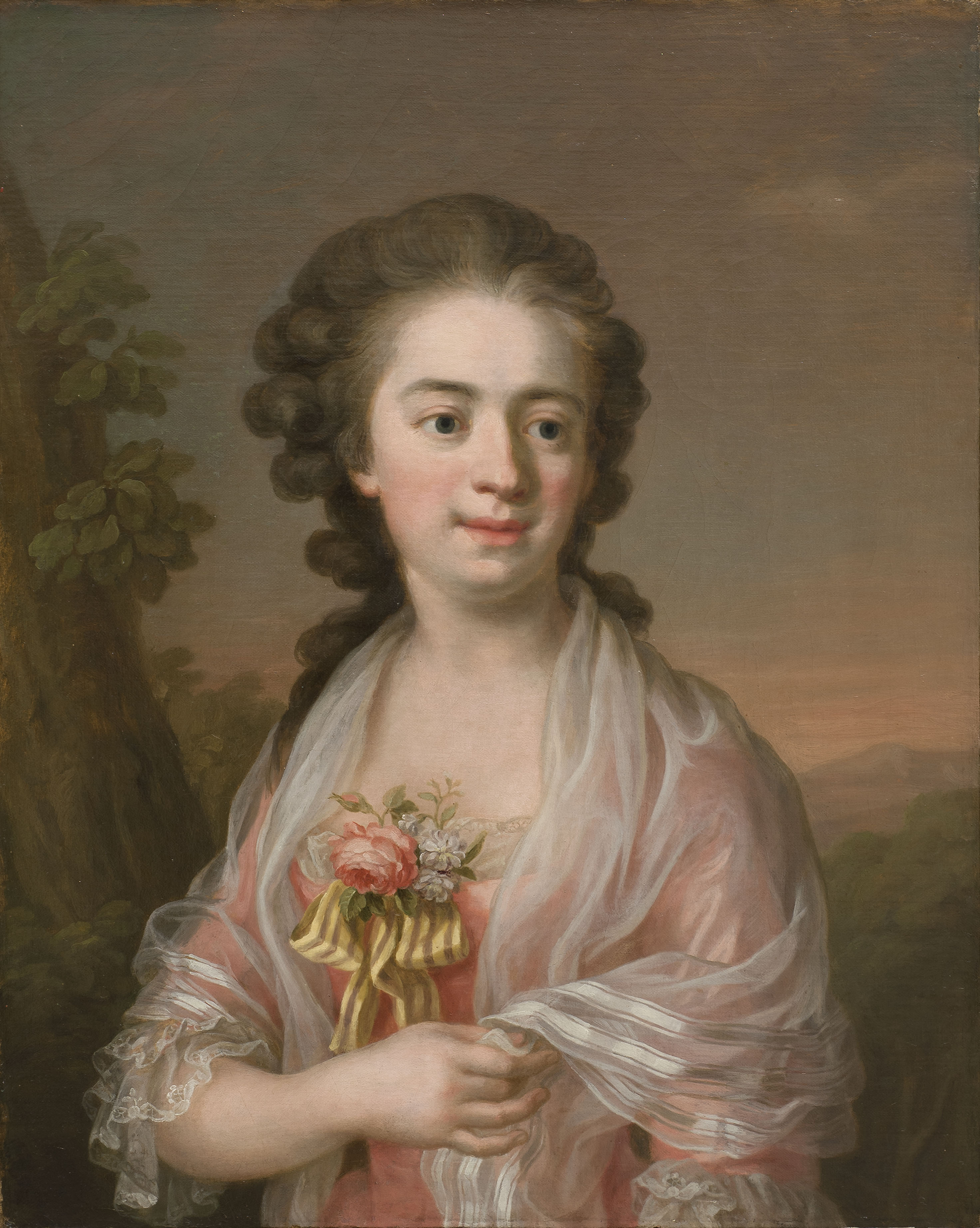
أولريكا باش.

كان القانون الأول لتطبيق الحقوق على جميع النساء في جميع أنحاء البلاد بموجب القانون الوطني، بما في ذلك فنلندا، ثم المقاطعة السويدية، هو القانون المدني لعام 1734، والذي كان يختص في وضع المرأة، في مكان أكثر أو أقل دون تغيير حتى النصف الثاني من القرن التاسع عشر. في القانون المدني لعام 1734، تم تعريف جميع النساء غير المُتزوجات بأنهن قاصرات قانونيات بغض النظر عن العمر، ووضعهن تحت وصاية أقرب قريب لهن (الأم، إذا كانت الأم أرملة). وقد مُنحت الحق في الطعن على ولي أمرها في المحكمة وتعيين شخص آخر من قبل المحكمة، وعندما تكون بالغة، يحق لها أن تقدم وصية. وأخيرًا، يُمكن تحرير امرأة غير متزوجة من الوصاية بتقديم عريضة إلى الملك. في يوم زواجها، يتم وضعها تحت وصاية زوجها. ومع ذلك، مُنع الرجال من بيع ممتلكات زوجاتهم دون موافقتهن، وأعطى للزوجات الحق في بيع المُمتلكات والتعامل مع الأمور في غياب أزواجهن، وكلا الزوجين بصرف النظر عن نوع الجنس كانا مؤمَّنين على الحق في الطلاق بتهمة الزنا، وكان الطرف البريء يؤمن بحضانة الأطفال. عندما تكون السيدة أرملة (أو مطلقة)، تصل المرأة بغض النظر عن سنها إلى الرشد القانوني.
سَمحت لائحة النقابة لعام 1720 صراحة للنساء بالسماح لهن بالعمل في النقابات، وتم إضافة العديد من التعديلات عليها والتي فضلت حقوق المرأة المهنية، ومعظمها صادر عن سلطات المدينة المحلية لتمكين النساء اللاتي يردن إعالة أنفسهن، ولا سيما إصلاح عام 1741 الذي أسقط اشتراط عضوية النقابات لأصحاب الإنزال، وإصلاح عام 1749، الذي نصَّ على إصدار تصريح الدخول في التجارة في الشوارع والأسواق في ستوكهولم لصالح النساء الفقيرات، الإصلاحات التي جعلت للنساء الفقيرات مهنتين شائعتين جدًا.
في عام 1741، ألغى الإصلاح عقوبة الإذلال العلني من زمرة الكنيسة الواضحة للأمهات غير المُتزوجات لمنع قتل الأطفال، وفي 1778، تم إدخال قانون إنفاليدايد (السويد): من أجل تجنيب الأمهات غير المُتزوجات من الوصمة الاجتماعية التي كانت شائعة وبسبب دافعهن لقتل أطفالهن، سُمح للأمهات بالسفر إلى مكان لم يكن معروفًا من قبل المجتمع والولادة هناك دون الكشف عن هويتهن، ومُنعت القابلات المولّدات من كشف هويتهن، وإذا قررن الاحتفاظ بطفلهن، فإن وضعهن غير المتزوج كان يكون مخفيًا من قبل السلطات لتجنيبهم إحراجًا اجتماعيًا.
عرض عصر التنوير بطرق عديدة دورًا عامًا أكبر للنساء في السويد، وخاصة في المهن الفنية، وتم الاعتراف بالنساء رسميًا: تم تعيين إيفا إيكبلاد في الأكاديمية الملكية السويدية للعلوم، أولريكا باش في الأكاديمية الملكية السويدية للفنون، وإليزابيث أولين في الأكاديمية الملكية السويدية للموسيقى.
تم تأسيس العديد من المدارس للبنات في القرن الثامن عشر: في عام 1786، تأسست سوسايتيسشولن، أول مُؤسسة تعليمية جادة للإناث. كانت أحد الإنجازات الأكثر أثارة للاهتمام هي أورورا ليلينروث، التي تخرجت من صالة الألعاب الرياضية فيسينسو في عام 1788.

### القرن التاسع عشر

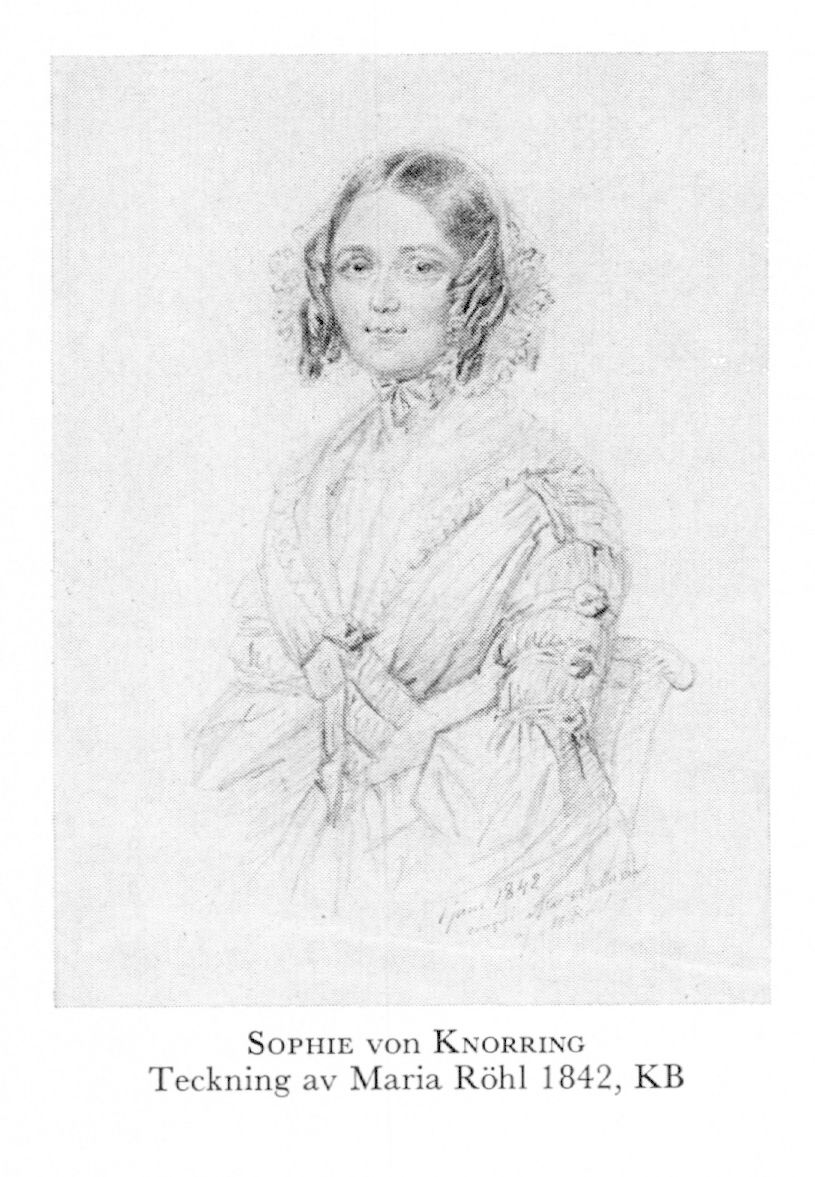
الكاتبة الشعبية صوفي فون كنورنغ من ماريا روله في عام 1842.

في النصف الأول من القرن التاسع عشر، أدى النمو السكاني، إلى جانب التغيرات في المجتمع الناجمة عن الأزمة الاقتصادية في الحروب النابليونية والتصنيع، إلى ازدياد عدد النساء غير المُتزوجات، اللاتي يلعبن فيهن الدور التقليدي للرجال لدعم أنفسهن. الزواج لم يكن متوفرًا. عادة ما تقدم المدارس المفتوحة للإناث تعليمًا ضحلًا حول الإنجازات، وتركز على جعل طلبتها من الزوجات والأمهات المثاليتين، والواقع أن المهنة الوحيدة المفتوحة للمرأة المُتعلمة هي المُربية وهي امرأة تعمل لتعليم وتدريب الأطفال في منزل خاص أو المعلمة في مدرسة خاصة للبنات.
بحلول أربعينيات القرن التاسع عشر، كان هناك نقاش مُستمر حول كيفية توفير الفرصة للنساء لدعم أنفسهن كأعضاء مُنتجين مُفيدين في المُجتمع إذا فشلن في الزواج، دون الاضطرار للاعتماد على مؤسسة خيرية للأقارب أو اللجوء إلى ارتكاب جريمة. وانتقد بشدة التعليم الضحلة المعتاد، وفي عام 1842، أُدرجت الفتيات في نظام التعليم الابتدائي الإلزامي. بالتوازي، وتحت ضغط النقاش العام، استُبدلت المدارس الثانوية الخاصة الضحلة تدريجيًا بنوع جديد من مدارس التعليم الثانوي الخاصة للإناث، مع مهمة توفير التعليم لهن مفيدًا للحياة المهنية: في عام 1842، هناك كانت خمس مدارس فقط في السويد، ولكن التوسع السريع من تلك النقطة أدى إلى وجود مثل هذه المدارس في معظم المدن السويدية في سبعينيات القرن التاسع عشر.

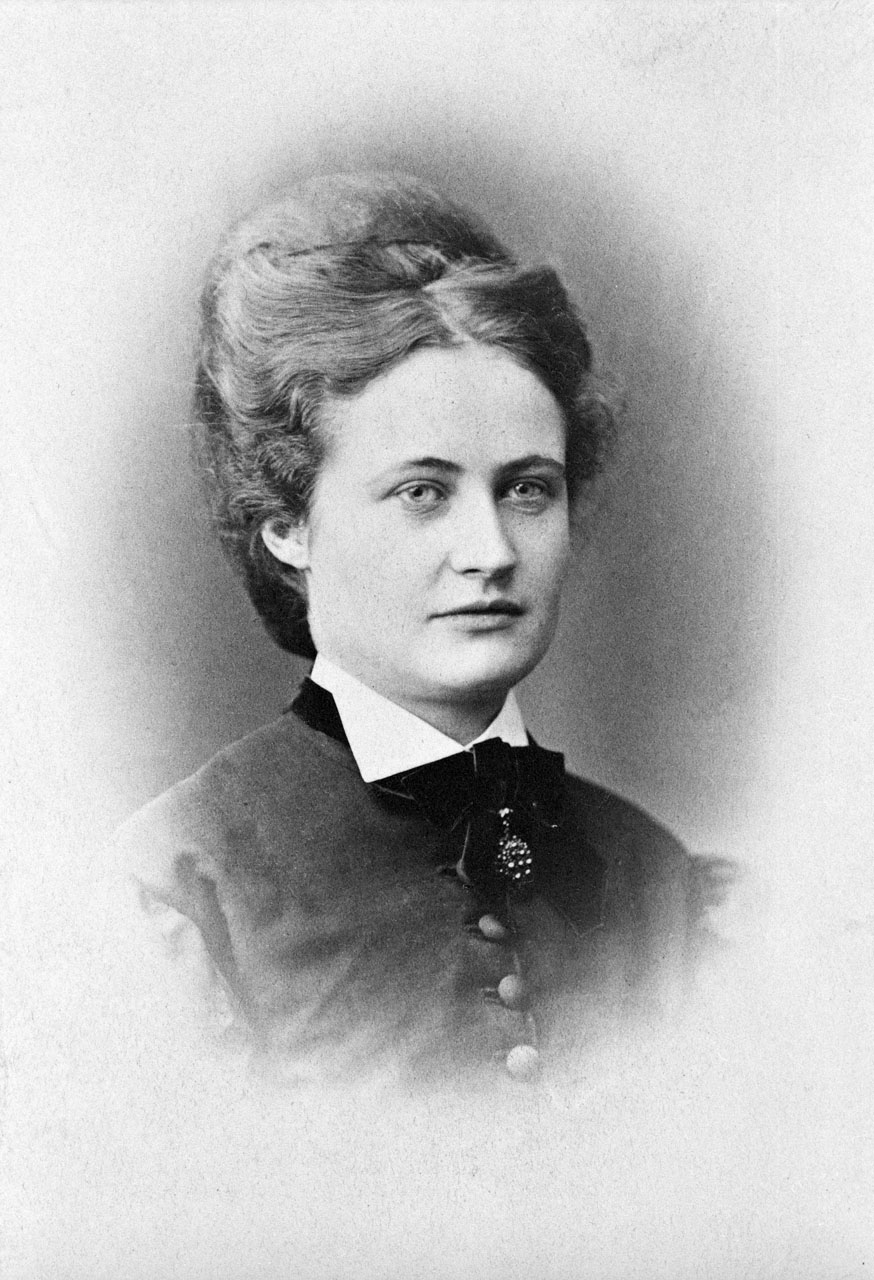
آنا ساندسترم، مُعلمة الإصلاح في مجال تعليم المرأة.

إن حجة الإصلاحيين في البرلمان، والتي تفيد أن المزيد من المهن يجب أن تكون مفتوحة أمام النساء لتمكين النساء غير المُتزوجات من إعالة أنفسهن، تسببت في صف من الإصلاحات في مجال حقوق المرأة: حقوق الميراث المتساوية في عام 1845؛ حقوق متساوية في التجارة (1846) ومهارات المُعلم في النظام المدرسي العام (1853)، فيلدشير وعازف الأرغن وطبيب الأسنان (1861) والوظائف في مكاتب التلغراف والبريد (1863). كل هذه الإصلاحات أعطت الإصلاحيين في البرلمان حججًا لإجراء المزيد من الإصلاحات، بحجة أن من مسؤولية الدولة، التي منحت النساء هذه الحقوق الجديدة، تزويدهن بالتعليم والوضع القضائي الضروري لمعالجتهن. ونتيجة لذلك، في عام 1858-1863، مُنحت النساء غير المُتزوجات الرشد القانوني، وبعد التوصيات التي قدمتها لجنة البنات الراديكالية للبنات عام 1866، أدخلت أخيرًا مهنة الطب وحق المرأة في الالتحاق بالجامعة.
يُشير القرن التاسع عشر إلى تنظيم النساء للمشاركة في الحياة العامة والإصلاح الاجتماعي: في البداية، من تأسيس جمعية ساعة الجمعة الجيدة في عام 1819 وما بعد ذلك، تم تنظيم ألتحاق النساء في منظمات خيرية مدنية، والتي أصبحت طريقة مقبولة بالنسبة للمرأة للعب دور عام وتحقق الإصلاح الاجتماعي، وأصبحت المرأة نماذج عامة معروفة كإصلاحيين اجتماعيين، مثل أميلي بيترسن، يلكنز صوفيا وماريا سيديرشيولد (امرأة لها واجبات مماثلة لتلك الخاصة بشماس)، التي تضع الأساس لمشاركة المرأة في الحياة العامة.
اتخذت منظمة النساء، الخيرية في البداية، شكلًا أكثر جذرية عندما تم تأسيس الحركة النسوية. في عام 1848، أثارت صوفي ساجر الجدل عندما أبلغت عن محاولة اغتصاب وفازت بالقضية في المحكمة، وبعد ذلك أصبحت أول امرأة في السويد تقوم بجولة وتقوم بإلقاء الخطب العامة لصالح الحركة النسائية. في عام 1855، يُمكن القول إن المرأة استطاعت للمرة الأولى التعامل مع قضية في إطار حقوق المرأة، عندما أسست يوزيفينا ديلاند «جمعية المعلمات المتقاعدات» لتأمين متقاعديات خاصة بالمُعلمات والمُشرفات، ومن 1856 أصبحت مجلة منزلية وأول جهاز نطق نسوي عادي.
خلال النصف الثاني من القرن، نُظمت الحركة النسائية مع جمعية حقوق الملكية للمرأة المُتزوجة (1873) وفريدريكا بريمر - فوربونديت (1884)، وبدأت في تقديم مطالب خاصة بها. من عام 1880، شاركت نساء مثل إيميلي راثو، إلما دانيلسون، ألينا جاغرستيدت وكاتا داهلستروم في حركة الاعتدال، وحركة الطبقة العاملة، والنقابات العمالية والصحافة السياسية والإعلام.

### القرن العشرون

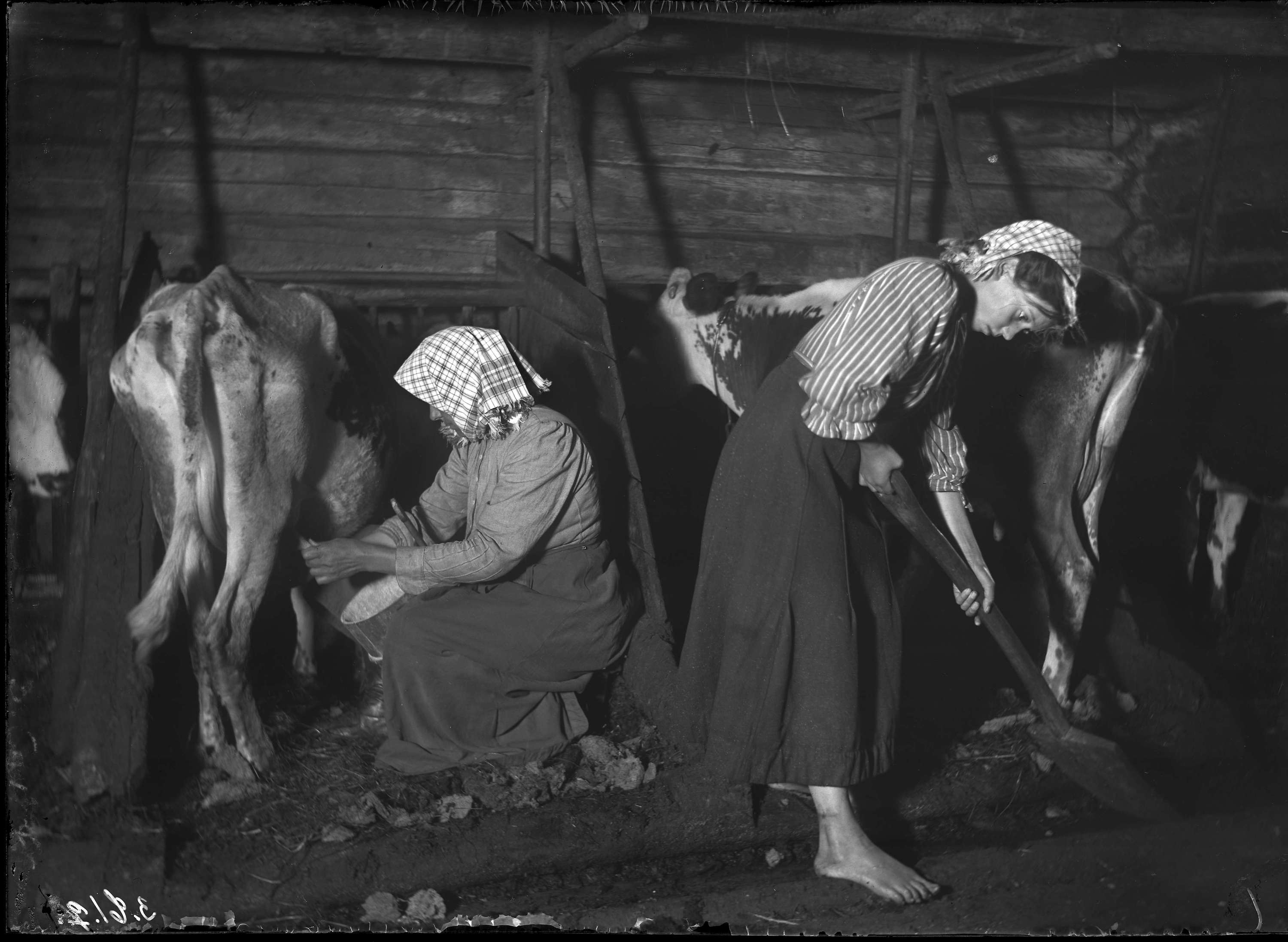
النساء العاملات في حظيرة (1911).

في عام 1902، تم تشكيل الرابطة الوطنية لاستحقاق المرأة لتحقيق الإصلاح النهائي في الحقوق المدنية للمرأة: المرأة حق الاقتراع. ويتمثل هدف آخر مهم في هذه المرحلة في تمكين المرأة من الوصول إلى نفس المهن التي يتمتع بها الرجل على مستويات أعلى، والتي حرمت منها حتى عندما كان لديها التعليم اللازم. المرأة التي تستطيع مثلًا أن تكون أستاذًا جامعيًا أو طبيبًا في مستشفى، ولكن فقط في المؤسسات الخاصة، حيث أن مناصب على هذه المستويات في مؤسسات الدولة لها وضع الموظف المدني، وهو الأمر الذي منع المرأة من استخدام تعليمها في مُنافسة مُتساوية مع الرجال. في عام 1909، تم اتخاذ خطوة مهمة عندما تمت إزالة عبارة «رجل سويدي» من استمارات الطلب في المكاتب العامة ومهن الخدمة المدنية، والتي رفعت عددًا من القضبان الاحترافية وأعطت المرأة إمكانية الوصول إلى العديد من الفرص المهنية التي تم رفضها حتى ذلك الحين. حتى عندما كان لديهن التعليم اللازم.
ٌ

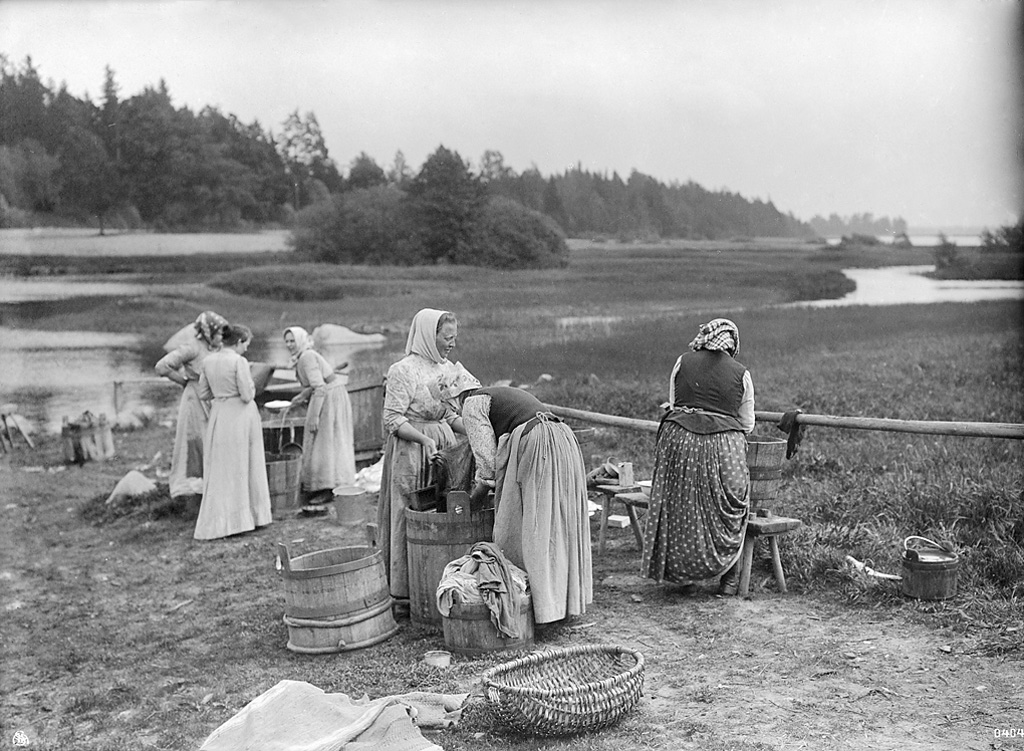
النساء العاملات بالغسل (الغسالات) عام 1910

في عام 1919-1921، أدخلت النساء حق الاقتراع أخيرًا، الأمر الذي استلزم أيضًا إصلاحًا، حيث تحررت النساء المُتزوجات أخيرًا من وصاية أزواجهن ومُنحن الرشد القانوني في عام 1920. وأعقب إصلاح النساء حق الاقتراع من قبل قانون التفويض (قانون الأهلية) لعام 1923، حيث تم ضمان الذكور والإناث رسميًا المساواة في الوصول إلى جميع المهن والمناصب في المجتمع، والاستثناءات الوحيدة هي المهن العسكرية والكهنة. أزيلت القضيتان الأخيرتان في عام 1958، عندما سُمح للنساء بأن يصبحوا كهنة، وفي سلسلة من الإصلاحات بين عامي 1980 و1989، عندما تم فتح جميع المهن العسكرية للنساء.

### القرن الحادي والعشرين
أظهر مسحٌ جديدٌ عام 2017 عن أفضل الدول للمرأة في العالم وشمل 80 دولة، أن السويد هي الأولى في جوانب الحياة التي تمس المرأة في التعليم والعمل والصحة والإنجاب ورعاية الأطفال وحقوق الإنسان، تليها الدنمارك والنرويج، ثم هولندا وبعدها كندا. وأكد المسح الذي نُشر، عشية يوم المرأة العالمي، وأجرته شركة الاتصالات التسويقية العالمية وباف للاستشارات وكلية وارتون في جامعة بنسيلفانيا، وبالتعاون مع يو إس نيوز عن تصنيف أفضل البلدان لعام 2017، أن السويد أفضل البلدان بالنسبة للنساء، وإن تونس وبوليفيا تأتي في أسفل القائمة.
ومن جانبها، رصدت صحيفة ديلى ميل البريطانية المُعاناة التي تعيشها المرأة السويدية، إضافة إلى العنصرية التي تتعرض لها مُقارنة بالرجال. وأسست مجموعة من النساء حملة باسم «كن رجلًا» للاحتجاج على عدم المُساواة بين أجر المرأة والرجل، وكانت فكرة الحملة تتضمن عدم التحول الكلي بل التحول في دقيقة عن طريق وضع ماكياج وشعر يظهرها كرجل. وكانت عملية التحول تتم عن طريق قص المرأة لشعرها مع وضع جلد على شعرها ثم ارتداء البواريك والبدلة الرجالي.
احتلت السويد المرتبة الرابعة على مستوى العالم على صعيد المساواة بين المرأة والرجل في سوق العمل، وبهذا تمكنت من رأب الهوة بين الجنسين في عام 2016 بنسبة 81%. وعلى مدار السنوات المنصرمة، شهدت السويد زيادة حضور النساء وبنسبة عالية في مُختلف القطاعات من قبيل التقنين والإدارة وثمة مُساواة معقولة في نسبة الجنسين في احتلال منصب وزير في البلاد.
تحظى السويد بأفضل سمعة من بين بلدان العالم؛ حيث احتلت المرتبة الأولى بنسبة وصلت إلى 78.3%؛ فعلى سبيل المثال تبلغ إجازة وضع الطفل 16 شهرًا، ويُمكن للأب والأم أن يتقاسما هذه الإجازة بينهما ويستلما راتبيهما بالكامل من العمل. والتعليم في السويد من الروضة إلى الجامعة بالمجان، وتستثمر الدولة بشكل واسع في مجال البيئة والنمو الاقتصادي والصحة وحقوق المرأة وحرية الصحافة والإعلام.

## الحركة النسوية والحركة النسائية في السويد

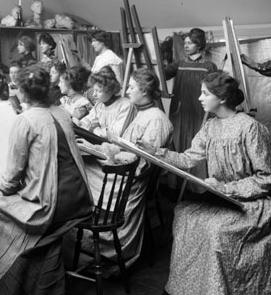
مدرسة الفن النسائية في عام 1903.

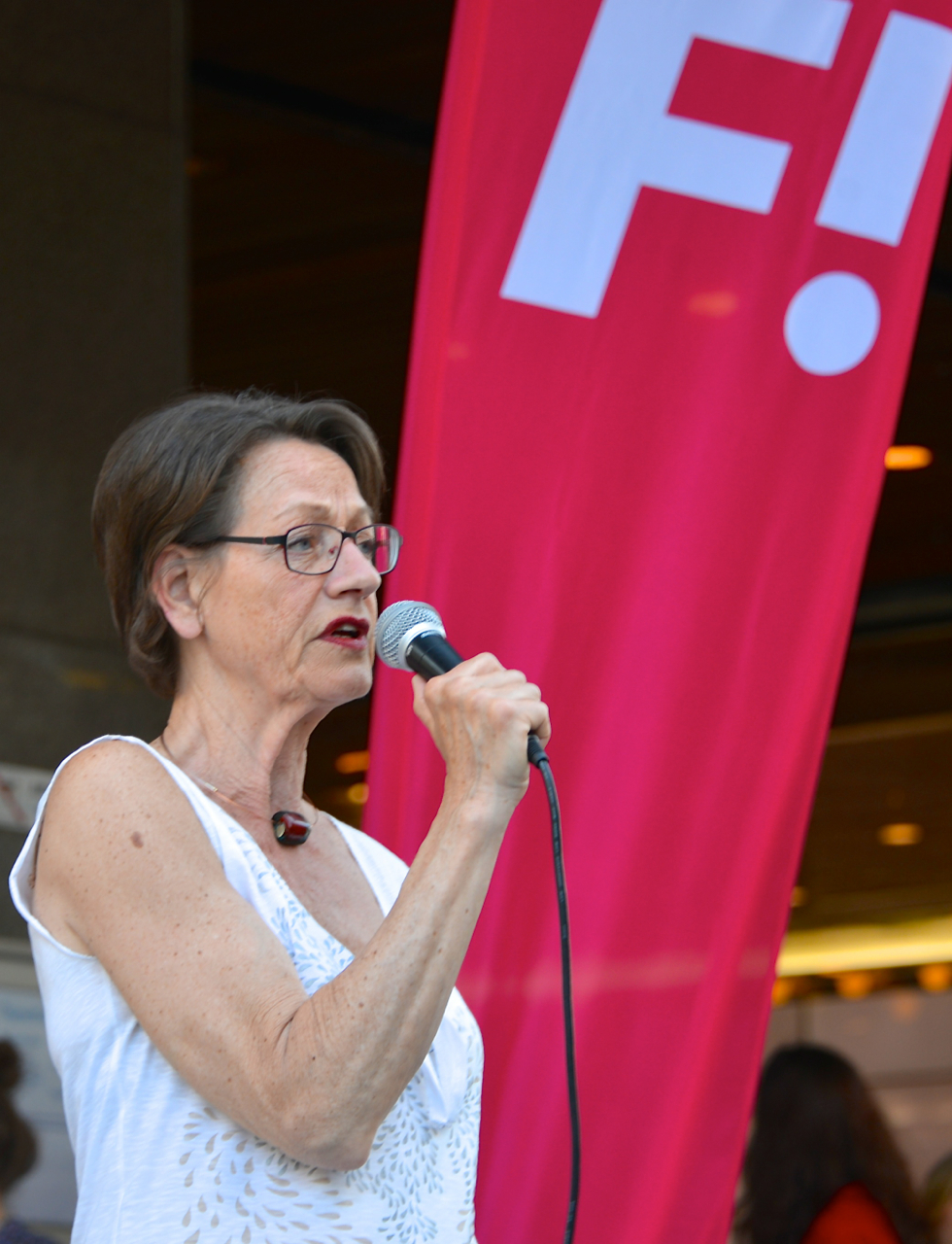
غودرون شيمان تتحدث عن المبادرة النسائية (السويد) (Fi)، في ستوكهولم

يعود تاريخ الحركة النسوية في السويد إلى القرن السابع عشر، حيث نُوقشت في دوائر فكرية طوال القرن الثامن عشر. وكان ذلك منذ أن أصبحت قصيدة هيدفيغ تشارلوتا نوردنفليش الشهيرة Fruntimrens försvar لعام 1761 للدفاع عن المرأة والحديث حول أدوار الجنسين والمُساواة بين الجنسين موضوعًا رئيسيًا. ومنذ ذلك الحين، ظلت السويد رائدة في تحقيق المساواة بين الجنسين مدفوعة بحركة نسوية فكرية وعملية.
واليوم، مع تزايد التعددية الثقافية، اعتنق المجتمع السويدي الحركة النسوية من الموجة الثالثة. أصبحت المُبادرة النسائية السويدية ثاني حزب سياسي نسوي - بعد حزب الخضر - يفوز بتفويض برلماني في الانتخابات الأوروبية 2014، حيث أعيد طرح النسوية من منظور مناهض للانعزالية بشكل حاسم والذي يتضمن وجهات نظر الأشخاص الملونين، استُخدم هذا المصطلح في الولايات المتحدة لوصف أي شخص ليس أبيض، حيث شمل ذلك جميع الشعوب غير البيضاء.

## قضايا محددة في إطار المساواة بين الجنسين

### منح المرأة حق التصويت

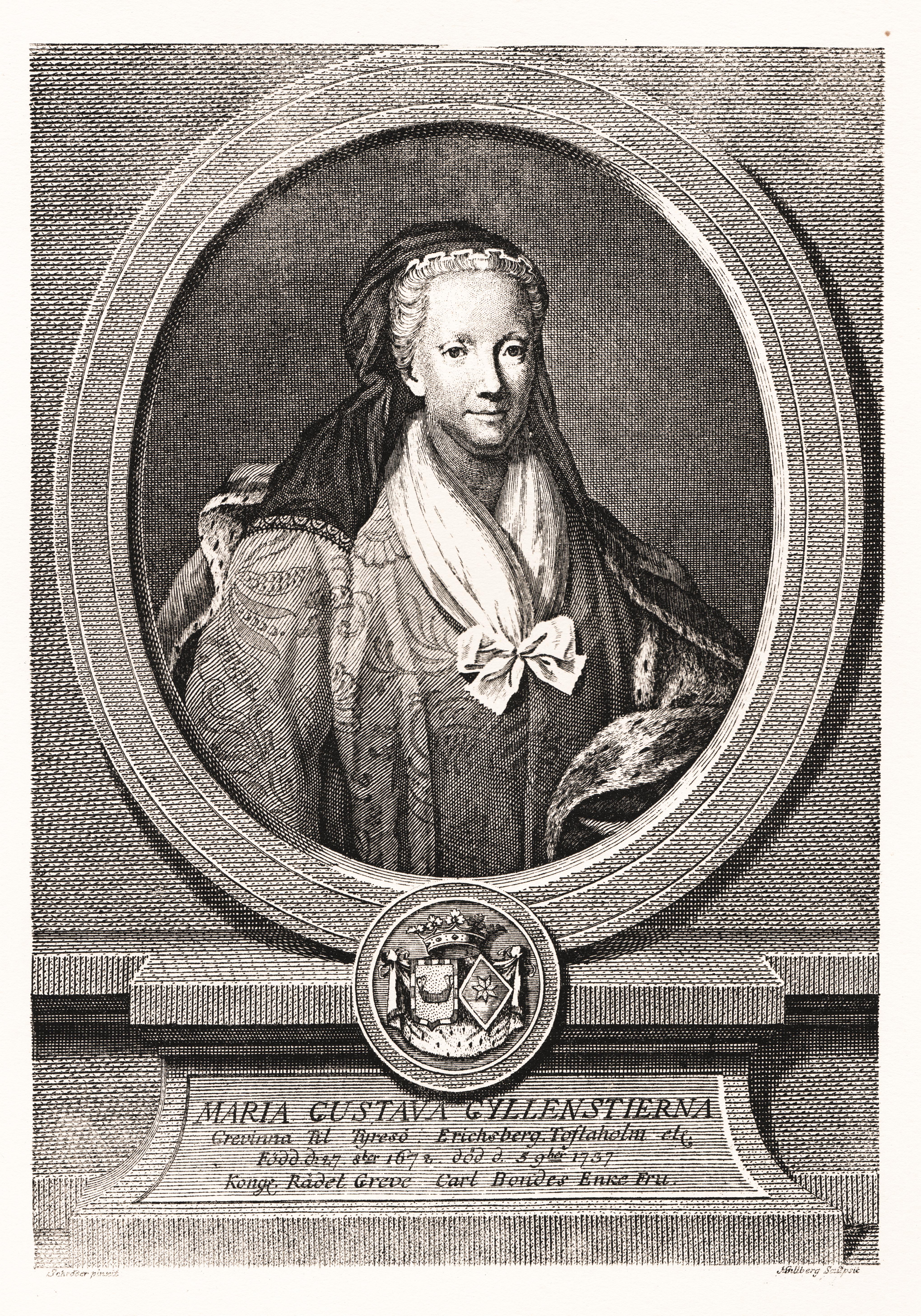
الكاتبة السويدية ماريا غوستافا جيلنستيرنا (1672-1737)؛ بصفتها مالكة ودافعة للضرائب، ومرأة ذات أغلبية قانونية بسبب أنها أرملة، فكانت تنتمي إلى النساء اللائي حصلن على حق الاقتراع وفقا لدستور عصر الحرية (1718-1772).

خلال عصر الحرية (1718-1772)، كان تعطي السويد حق المرأة في الاقتراع. وحتى انتخابات عام 1865، كانت الانتخابات المحلية تتألف من انتخابات بلدية في المدن، وانتخابات الرعية في الريف. وكان سوكنستاما هو مجلس الرعية المحلية الذي تعامل مع الشؤون المحلية، حيث ترأس النائب الرعية وتجمع الفلاحون المحليون وقاموا بالتصويت، وهي عملية منظمة بشكل غير رسمي، وقد ذكرت التقارير أن النساء شاركت بالفعل في القرن السابع عشر. وكانت الانتخابات الوطنية تتألف من انتخاب المُمثلين لراكسداغ الطبقات. تألفت الانتخابات الوطنية من انتخاب التمثيلات إلى برلمان من العقارات.

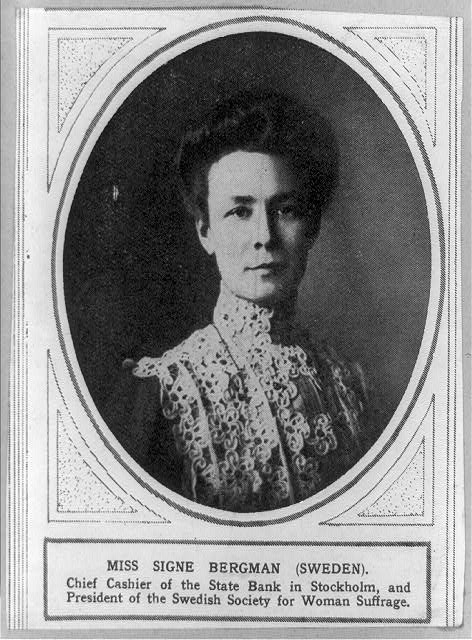
سيغني بيرغمان المنادية بمنح المرأة حقها في التصويت عام 1910

وكان حق الاقتراع محايدًا من حيث نوع الجنس، وبالتالي ينطبق على النساء وكذلك الرجال إذا ملأوا مؤهلات مواطن يتمتع بحق التصويت. وقد تغيرت هذه الشروط خلال القرن الثامن عشر، فضلًا عن التفسير المحلي لوثائق التفويض، مما أثر على عدد الناخبين المُؤهلين، واختلفت الشروط أيضًا بين المدن والريف، فضلًا عن الانتخابات المحلية أو الوطنية.
في البداية، تم منح الحق في التصويت في انتخابات البلدية المحلية لكل مواطن من دافعي الضرائب مع عضوية النقابة. وكانت النساء والرجال أعضاء في النقابات، مما أسفر عن حق عدد محدود من النساء في الاقتراع. وفي عام 1734، منح حق التصويت في كل من الانتخابات الوطنية والمحلية، في المدن وكذلك في الريف، لكل مواطن له ممتلكات ويدفع ضرائب. وكان حق التصويت الموسع لجميع المالكين دافعي الضرائب من النساء سواء أكانت من أعضاء النقابة أم لا، واستبعاد النساء المُتزوجات وأغلبية النساء غير المُتزوجات، حيث عرفت النساء المُتزوجات بأنهن قاصرات قانونيات، وكانت النساء غير المُتزوجات قاصرات إلا إذا تقدمن بطلب للحصول على سن البلوغ القانوني عن طريق التنازل الملكي، بينما كانت الأرامل والمطلقات في السن القانوني. وأدى الإصلاح الذي أجري في عام 1734 إلى زيادة مشاركة المرأة في الانتخابات من 55 إلى 71 في المائة.
بين عامي 1726 و1742، صوتت النساء في 17 من 31 في فحص انتخابات البلدية. وبحسب ما ورد، فضّلت بعض الناخبات في الانتخابات البلدية أن يعيّن رجلاً ليصوت لهن بالوكالة في قاعة المدينة لأنهن وجدن أنه من المُحرج القيام بذلك شخصيًا، والذي ذُكر كسبب لإلغاء حق النساء في التصويت من قبل معارضيه. ومع ذلك، فإن استخدام التعيين في التصويت بالوكالة كان يستخدم أيضًا من قبل الذكور، وكان من الشائع في الواقع بالنسبة للرجال، الذين كانوا غائبين أو مرضى أثناء الانتخابات، تعيين زوجاتهم للتصويت لهم في عام 1758، تم استبعاد النساء من الانتخابات البلدية عن طريق تنظيم جديد لم يعد من المُمكن تعريفهن بهن كمواطنات يتمتعن بالحكم الذاتي، لكن النساء اللواتي حصلن على حق الاقتراع تم الاحتفاظ بهن في الانتخابات الوطنية وكذلك انتخابات الرعايا الريفية. شاركت النساء في جميع الانتخابات الوطنية الإحدى عشرة التي أقيمت حتى عام 1757. وفي عام 1772، ألغي حق المرأة في الاقتراع في الانتخابات الوطنية بناء على طلب من المواطنين المالكين. وقد ألغي حق المرأة في الاقتراع لأول مرة للنساء البالغات غير المُتزوجات، ثم للأرامل. غير أن التفسير المحلي لحظر حق المرأة في الاقتراع كان متباينا، واستمرت بعض المدن في السماح للمرأة بالتصويت، ففي كالمار وفاكسيو وفاسترفيك وسيمريشامن ويستاد وآمال وكارلستادوبرغسلاغن ودالارنا ونورلاند سُمح للنساء بالاستمرار في التصويت على الرغم من حظر عام 1772، بينما في لوند وأوبسالا وسكارا وإبووغوتنبرغ ومارستراند، تم منع النساء من التصويت بشكل صارم بعد 1772.
في حين أنه تم منع النساء من حق الاقتراع في الانتخابات البلدية في عام 1758، وفي الانتخابات الوطنية في عام 1772، لم يتم تقديم مثل هذا الحظر على الإطلاق في الانتخابات المحلية في الريف، ولذلك استمرت النساء في التصويت في انتخابات الأبرشيات المحلية للكهنة. في سلسلة من الإصلاحات في 1813-1817، أُعطيت المرأة غير المُتزوجة في سن الرشد القانوني، غير المُتزوجة العذراء، التي تم إعلانها كراشدة قانونية، الحق في التصويت في اجتماع الرعية: (مجلس الرعية المحلية والمجالس البلدية والمدينة السابقة ومجلس الكنائس المحلية).

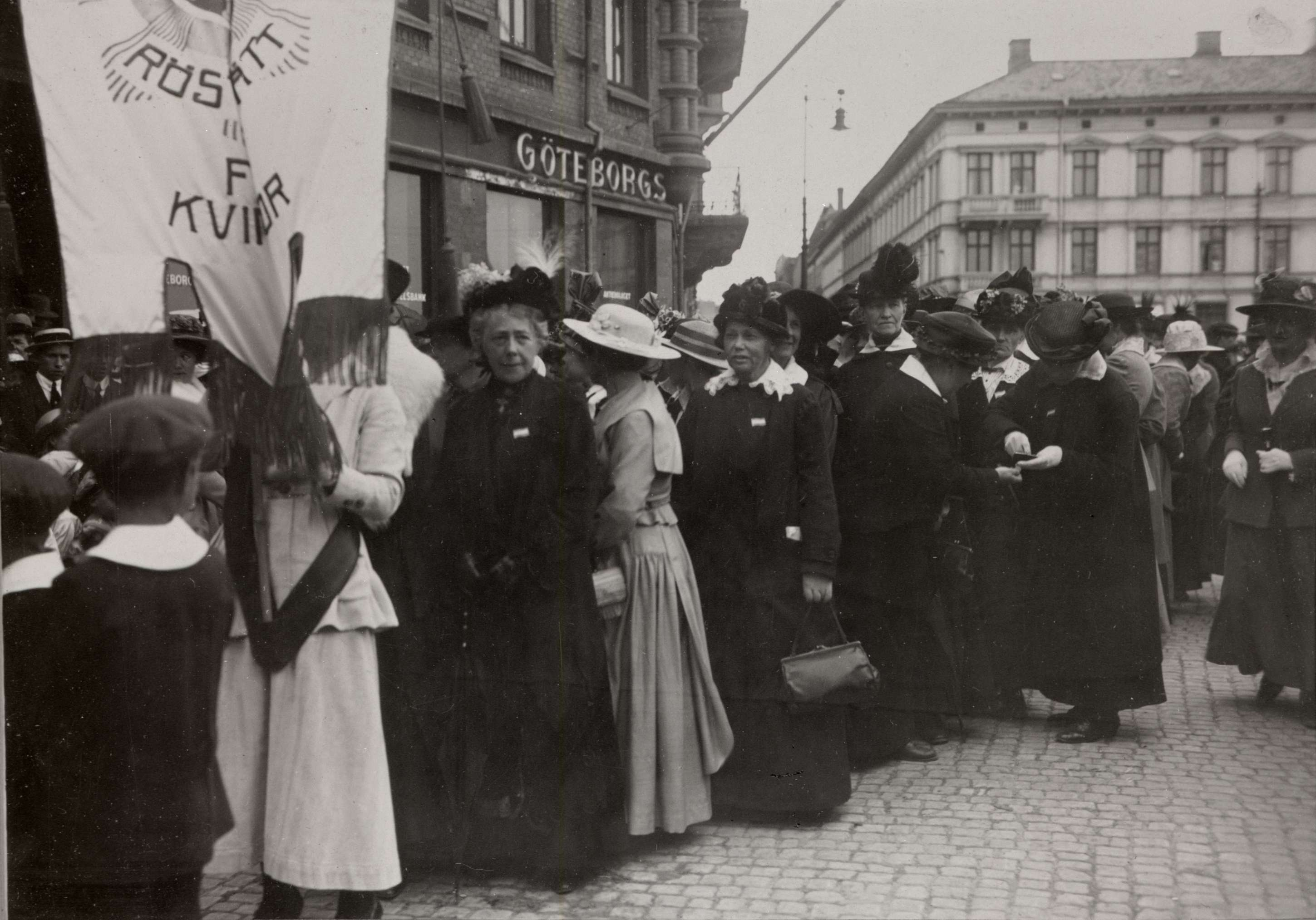
مظاهرة حق الاقتراع للنساء في غوتنبرغ، يونيو 1918.

في عام 1823، طرح رئيس بلدية سترانناس اقتراحًا لإعادة تقديم حق الاقتراع للمرأة لدفع الضرائب للنساء بسن الرشد القانوني، غير المُتزوجات والمُطلقات والأرامل، في انتخابات البلدية، وأعاد هذا الحق في عام 1858.
في عام 1862، سُمح مرة أخرى للنساء اللواتي يتقاضين الضريبة بمرحلة الرشد القانوني بالتصويت في الانتخابات البلدية، كان هذا بعد إدخال نظام سياسي جديد، تم إدخال سلطة محلية جديدة: المجلس البلدي المُجتمعي. ينطبق الحق في التصويت في الانتخابات البلدية على الأشخاص الذين يتمتعون بالرشد القانوني فقط، والذي يُستثني منه النساء المُتزوجات، لأنهن يخضعن من الناحية القضائية لوصاية أزواجهن. في عام 1884 تم التصويت في البداية على اقتراح منح النساء حق التصويت في الانتخابات الوطنية في البرلمان. خلال عام 1880، نظمت جمعية حقوق ملكية المرأة المُتزوجة حملة لتشجيع الناخبات المؤهلات للتصويت وفقًا لقانون 1862، على استخدام أصواتهن وزيادة مشاركة الناخبات في الانتخابات، لكن لم يكن هناك أي عام الطلب على النساء حق الاقتراع بين النساء. في عام 1888، أصبحت الناشطة المعتدلة أميلي روسو أول امرأة في السويد تطالب بحق النساء في التصويت العام. في عام 1899، قدم وفد من جمعية بريمر فريدريكا اقتراحا باقتراع المرأة إلى رئيس الوزراء إريك غوستاف بوستروم. وترأس الوفد أغدا مونتيليوس، يرافقها جيرترود ادلبورغ، الذي كتبت الطلب. كانت هذه هي المرة الأولى التي تقدم فيها الحركة النسائية السويدية طلبًا بنفسها للحصول على حق التصويت.
وفي عام 1902، تأسست الجمعية السويدية للمناداة بحق المرأة في الانتخاب. في عام 1906 تم التصويت على اقتراح حق المرأة في التصويت في البرلمان مرة أخرى. في عام 1909، تم تمديد الحق في التصويت في الانتخابات البلدية ليشمل أيضا النساء المُتزوجات. وفي العام نفسه، مُنحت النساء الأهلية للمجالس البلدية، وفي الانتخابات البلدية التالية في الفترة 1910-1911، تم انتخاب أربعين امرأة في مجالس بلدية مختلفة، وكانت جيرترود مونسون هي الأولى. في عام 1914، أصبحت إميليا برومه أول امرأة تشارك في المجلس التشريعي.
لم يُعاد حق التصويت في الانتخابات الوطنية إلى النساء حتى عام 1919، وتمت ممارسته مرة أخرى في انتخابات عام 1921، للمرة الأولى منذ مرور 150 عامًا.

### المُساواة في رسومات المرور
وصلت المُساواة بين الرجل والمرأة في السويد، إلى مستوى غير مسبوق؛ فقد قررت مُقاطعات السويد تغيير إشارات عبور المُشاة وتبديل اللوحات القديمة التي تُشير للرجل وأضافوا لوحات تُشير لعبور المرأة أيضًا. ولعصور طويلة عُرفت إشارة عُبور الشارع للمُشاة في السويد باسم السيد عابر، وذلك قبل أن يتم إصدار إشارة مُرور جديدة عُرفت باسم السيدة عابرة. وقد هدفت هذه الإشارة الجديدة، والتي بدأت تنتشر في جميع شوارع السويد، إلى المُساهمة في المُساواة بين الجنسين.
كانت الفكرة قد أطلقت منذ 5 سنوات في بلدية هسليهولم بمقاطعة سكونة، ولكن قانون السير السويدي كان لا يسمح وقتها بإشارات سير غير تلك المُقررة من مصلحة السير، فاضطرت البلدية إلى نزع الإشارة. ولكن الحكومة السويدية وبضغوط من مُنظمات الحقوق المدنية، اضطرت مُؤخرًا إلى المُوافقة على إشارة جديدة تُصور امرأة تعبر الشارع وتم إدراجها في قانون السير السويدي.

### التعيينات البرلمانية والانتخابات
بعد انتخابات عام 1921، انتُخبت أول امرأة للبرلمان السويدي بعد الاقتراع، حيث كانت كريستين هيسيلجرين في مجلس الشيوخ في البرلمان السويدي وكل من نيللي ثورينغ وأغدا أوستلوند في الحزب الاشتراكي الديمقراطي وإليزابيث تام في الليبرالية وبيرتا ويلن في القسم المُحافظ في مجلس النواب. لم يكن ذلك حتى عام 1961، مع ذلك، أن المرأة تشغل أكثر من 10 في المائة من المقاعد في البرلمان.
في عام 1947، أصبحت كارين كوك ليندبيرغ أول وزيرة في الحكومة، وفي عام 1958، أصبحت أولا ليندستروم أول رئيسة للوزراء بالوكالة. لم يكن حتى عام 1966، ومع ذلك، كان هناك أكثر من امرأة في مجلس الوزراء في نفس الوقت.
لقد كان انتخاب عام 1994 بمثابة انفراجة في هذا الجانب: فلأول مرة في التاريخ، كانت النساء يشغلن أكثر من 40٪ من مقاعد البرلمان، ونصف المناصب الوزارية في الحكومة. جعل هذا السويد فريدة في العالم في ذلك الوقت.

### الحياة العائلية
وكما هو الحال في العديد من البلدان الغربية الأخرى، فقد ضعفت الصلة بين الخصوبة والزواج بشكل كبير في العقود الماضية. وكانت السويد واحدة من أوائل الدول الأوروبية التي غيرت معاييرها الاجتماعية نحو التعايش والإنجاب بين غير المُتزوجين، في وقت كان لا يزال يُنظر فيه إلى هذا على أنه غير مقبول في أجزاء أخرى كثيرة من القارة.

## الحقوق الإنجابية والجنس
تُقدم السويد التربية الجنسية في المدارس، حيث يبلغ سن القبول في السويد 15 عامًا. تم تقنين وسائل منع الحمل في عام 1938. وسُمح بالإجهاض في بعض الظروف بمُوجب قانون الإجهاض لعام 1938، ثم سُمح بالإجهاض المجاني من خلال قانون الإجهاض لعام 1974.
جاء في مقال أليكسي نيتشاييف ونيكيتا كوفالينكو ويوري زايناشيف عام 2017، عن مشروع قانون في البرلمان السويدي، يطلب مُوافقة من المرأة لمُمارسة الجنس معها، أن حكومة مملكة السويد التي يرأسها رجل يبلغ من العمر 60 عامًا، هو ستيفان لوفن، وافقت على مشروع قانون أُحيل إلى البرلمان، ويتوقع أن يبدأ العمل به خلال ستة أشهر. ويتطلب هذا القانون من الرجل الحصول على مُوافقة رسمية من المرأة قبل أن يُمارس الجنس معها، مع أن الوثيقة لا تفرق بين رجل وامرأة. وينطبق القانون على الجميع، وليس فقط العشاق، بل والأزواج، بمن فيهم السياح الأجانب في السويد.
ونقل المقال عن رئيسة مُنظمة فتَّا السويدية غير الربحية، إيلين سوندين، قولها لصحيفة فزغلياد، إنها تُقاتل من أجل مثل هذا القانون منذ عام 2013، وأن القانون الجديد ليس له طبيعة جندرية. فهناك 97& من حالات الاغتصاب يرتكبها رجال ضد النساء. ولكن بالنسبة للقانون، فإن جنس الشخص الذي يرتكب جريمة ليس مهمًا. وينبغي أن يكون القانون واحدًا بصرف النظر عمن يرتكب الجريمة.
وفي الإجابة عن سؤال فزغلياد كيف يمكن تجنب عواقب الادعاءات الكاذبة في مثل هذه الحالات؟ أجاب فاليري جورافليوف، الباحث في مركز أوروبا الشمالية بمعهد أوروبا التابع لأكاديمية العلوم الروسية: «في السويد، يُوجد 43٪ من البرلمانيات، ولديهن فرصة في إمكانية تمرير مثل هذا المشروع. ولكن من الغريب أن يسري هذا القانون على مُمارسة الجنس بين الزوجين. هذه عصفورية من نمط خاص!».
وأضاف جورافليوف: «أعتقد، أولًا وقبل كل شيء، يجب ربط فكرة هذا القانون مع جوليان أسانج مع أنشطته والاتهامات الموجهة إليه. وأسانج هو  مُؤسس موقع ويكيليكس المعروف بنشره وثائق سرية، وتمت مُلاحقته من قبل الولايات المتحدة، وأصدرت السويد مُذكرة توقيف بحقه بتُهمة الاعتداء الجنسي، وهو منذ يونيو 2012 يعيش في سفارة الإكوادور بلندن، كما وُجه هذا التدبير ضد المُهاجرين الذين لا يتصرفون بشكل صحيح تمامًا مع النساء السويديات».
ونقلت الصحيفة عن الكاتب والصحفي إسرائيل شامير، والذي عاش في ستوكهولم طويلًا: «وفق مشروع القانون الجديد، من الضروري أن يكون واضحًا بدقة أن المرأة تُوافق على الجِمَاع، حتى لا يكون هناك شك في ذلك... ولم يذكر القانون ما إذا كانت المُوافقة ينبغي أن تُعطى شفهيًا أو كتابيًا. وبشكل عام، هناك مساحة واسعة لمُختلف التفسيرات، وليس من الواضح بعد كيف سيتم تنظيم ذلك كله».

## النساء الرائدات
- وُضعت الأسماء بترتيب زمني حسب المجال.[46][47]

### أكاديميات
- بيتي بيترسون هي أول طالبة جامعية (1872).[48]
- هيلدغارد بيورك هي أول امرأة تحصل على درجة أكاديمية (1873).[49][50]
- إلين فرايز هي أول حاصلة على شهادة الدكتوراه، تمت ترقيتها في (1883).[51][52]
- كارولينا فيدرستروم هي أول طبيبة (1884).[53][54]
- صوفيا كوفاليفسكايا هي أول امرأة عينت بأستاذية كاملة في السويد (1889).[55][56]
- ليلي انجستروم هي أول امرأة عضو في مجلس التعليم (1890).[57]
- إلسا إيشيلسون هي أول دكتورة في القانون ومحاضرة (1897).[58][59]

### سياسيات
- سيغريد ستور هي أول امرأة تشغل منصب درجة الماجستير في الحقوق (1577).[60]
- كاترينا ستيا هي السفيرة الأولى لروسيا (1632).[61]
- صوفي أدليرسباري[62] وهيلدا كاسالي[63] هن أول امرأتين عضوتين في حكومة مجاملة (1885).
- كاتا دالستروم هي أول امرأة عضو في اللجنة التنفيذية لحزب سياسي (1900).[64]
- آنا ستيركي هي أول رئيسة لنقابة عمالية، 1902.[65]
- تعيين أول امرأة عضو في مجلس المدينة، حيث بلغ العدد 37 امرأة، وكان من بينهم جيرترود مونسن[66] وهانا ليندبرج[67](1910).
- إيميليا بروميه هي أول امرأة عضو في الجمعية التشريعية (1914).[68]
- إليزابيث تام، أغدا أوستلوند، نيللي ثورينغ وبيرثا ويلن هي أول امرأة عضو في مجلس النواب (1921).[69][70]
- كيرستين هيسيلجرين هي أول امرأة عضو في ريكسداغ (مجلس الشيوخ) (1921).[71]
- كارين كوك هي أول وزيرة في مجلس الوزراء (1947).[72]
- أولا ليندستروم هي أول امرأة تتولى منصب رئيس الوزراء (1958).[73]
- إنغريد جاردا وايديمار هي أول قاضية في المحكمة العليا (1968).[74]
- كارين سودر هي أول امرأة ترأس حزب ريكسداغ (1985).[75]
- إنجيغرد ترويدسون هي أول رئيسة للريكسدج (1991).[76]
- منى سالين هي أول امرأة تتولى منصب نائب رئيس الوزراء (1994).[77]
- أنيكا بيلستروم هي أول سيدة عمدة في ستوكهولم (2002).[78]

### مهنيات
- جيسي فيشل هي أول مديرة لمكتب البريد السويدي (1637).[79]
- كارين توماسوتوتر هي أول أنثى فوخد (1610-1697).[80]
- بيتا سابينا ستراس هي أول ممثلة أصلية محترفة (1737).[81]
- غوستاففا ليندسكوج هي أول لاعبة جمباز للتربية البدنية (1818).[82]
- بريتا صوفيا هسيليوس هي أول مصوّرة امرأة محترفة (1845).[83]
- نانسي إدبيرغ هي أول امرأة احترافية للسباحة (1847).[84]
- أماليا أسور هي أول طبيبة أسنان (1852).[85]
- جوانا هيدين هي أول جراحة أنثى تعمل في خدمات الإسعاف (1863).[86]
- بيجي هورد هي أول موظفة في المكتب النسائي (1860).[87]
- آنا لاغيربيرغ هي أول مُديرة تلغراف ومديرة محطة التلغراف (1864).[88]
- إيمي راب هي أول مُمرضة مُدربة (1867).[89]
- لويز هامارستروم هي أول كيميائية أنثى (بدرجة) (1875).[90]
- ألفيلد تام هي أول طبيبة نفسية (1908).[91]
- آنا هوفمان أودجرين هي أول منتجة للأفلام (1911).[92]
- آنا برانزيل هي أول مهندسة معمارية (بدرجة) (1919).[93]
- إلسا أندرسون هي أول طيار أنثى (1920).[93]
- داجني أولسون هي أول قاضية (1931).[94]
- جون هيجلونج هي أول قارئة إخبارية للتلفزيون (1958).[95]
- إليزابيث دجور، مارجيت ساهلين وإنغريد بيرسون هن أول كاهنات في كنيسة الدولة السويدية (1960).[96]
- كارين فارميفيورد هي السيدة الشرطية الأولى (1981).[97]
- بيرجيتا بلوم هي أول رئيسة لمحكمة استئناف سفيا (1983).[98]

### شخصيات فنية
- لينا اكيبو (ولدت في عام 1950)، مُصممة.[99]
- أولا أدليفلت (1736-1765)، رسامة.[100]
- صوفيا أدلرزبار (1808-1862)، رسامة.[101][102]
- صوفيا أهلبوم (1823-1868)، فنانة رسم وعملت في الطباعة الحجرية والنقش على الخشب.[103]
- ليا أهلبورن (1829-1891)، منتجة مطبوعات.[104][105]
- مارجريتا ألسترومر (1763-1816)، رسامة.[106]
- كارين ماما أندرسون (مواليد 1962)، رسامة.[107]
- شارلوتا ارفويدسون (1776-1862)، رسامة.[108][108]
- إيففا أتلينغ (مواليد 1952)، صائغة فضة ومُصممة مجوهرات.[109][110]
- جينا باوك (1840-1926)، رسامة.[111][112]
- كارولينا بينيديكس بروس (1856-1935)، نحّاتة.[113][114]
- إلسا بيسكوف (1874-1953)، رسامة.[115][116]
- يوهانا بيلينغ (ولدت عام 1973)، فنانة تصويرية.[117][118]
- إيفا بونيير (1857-1909)، رسامة.[119]
- فاني برايت (1862-1940)، رسامة.[120]
- فيفيانا بولو-هوبي (1927-2004)، مُصممة.[121][122]
- أغنيس بورجيسون (1827-1900)، رسامة.[123][124]
- آنا كامنر (ولدت عام 1977)، رسامة.[125]
- نينا كانيل (مواليد 1979)، نحاتة، فنانة تركيب.[126][127]
- مارغاريتا كابسيا (1682-1759)، رسامة سويدية فنلندية، ديكور المذابح.[128][129]
- كريستينا إليزابيث كاروفسكي (1745-1797)، رسامة.[130][131]
- ماريا كاروفسكي (1723-1793)، رسامة.[131]
- شارلوتا سيدركريوتز (1736-1815)، رسامة.[131]
- شارلوتا سيدستروم (1760-1832)، رسامة.[131]
- إيما لوستادت-تشادويك (1855-1932)، رسامة.[132]
- بريتا فون كولون (تُوفيت في 1707)، رسامة.[133][134]
- سيري ديركرت (1888-1973)، رسامة ونحّاتة.[135][136]
- ناتالي دجوربيرج (مواليد 1978)، فنانة فيديو (الصور المتحركة).[137][138]
- فريدريكا إيليونورا فون دوبن (1738-1808)، فنانة منسوجات.[139]
- إنجر إلفيلدت (مواليد 1956)، كاتبة، رسامة.[140][141]
- آنا ماريا إهرنستراهل (1666-1729)، رسامة.[142][143]
- ماريان إهرنستروم (1773-1867)، رسامة.[144][145]
- أنيكا إكدال (وُلدت عام 1955)، فنانة منسوجات.[146][147]
- ماري لويز إيكمان (مواليد 1944)، مديرة، رسامة.[148][149]
- إستر إلكفيست (1880-1918)، رسامة.[150][151]
- بى انستروم (وُلدت في عام 1928)، نحّاتة.[152]
- إيفا اريكسون، (مواليد 1949)، رسامة.[153][154]
- ليزا إيرلاندزوتر (1774-1854)، فنانة.[131]
- آنا إيرلاندسون (وُلدت عام 1956)، رسامة، رسوم متحركة.[155]
- إنغريد فولك (وُلدت عام 1960)، رسامة ومصورة.[156][157]
- فاني فولكنر (1891-1963)، ممثلة.[158][159]
- آنا فيسك (مواليد 1964)، مصورة، مقيمة في النرويج.[160][161]

### معرض صور النساء الرائدات

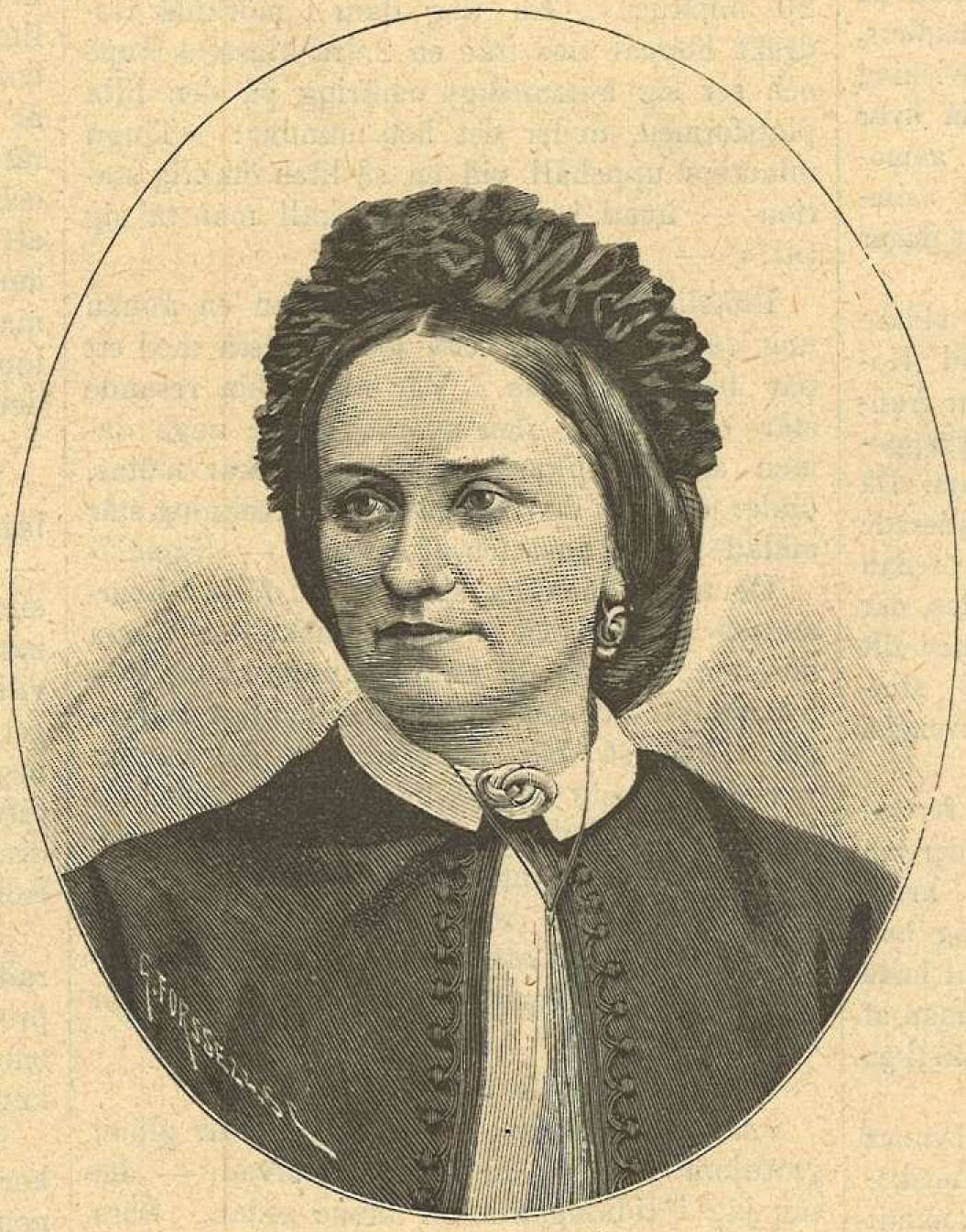
نانسي إدبرج.
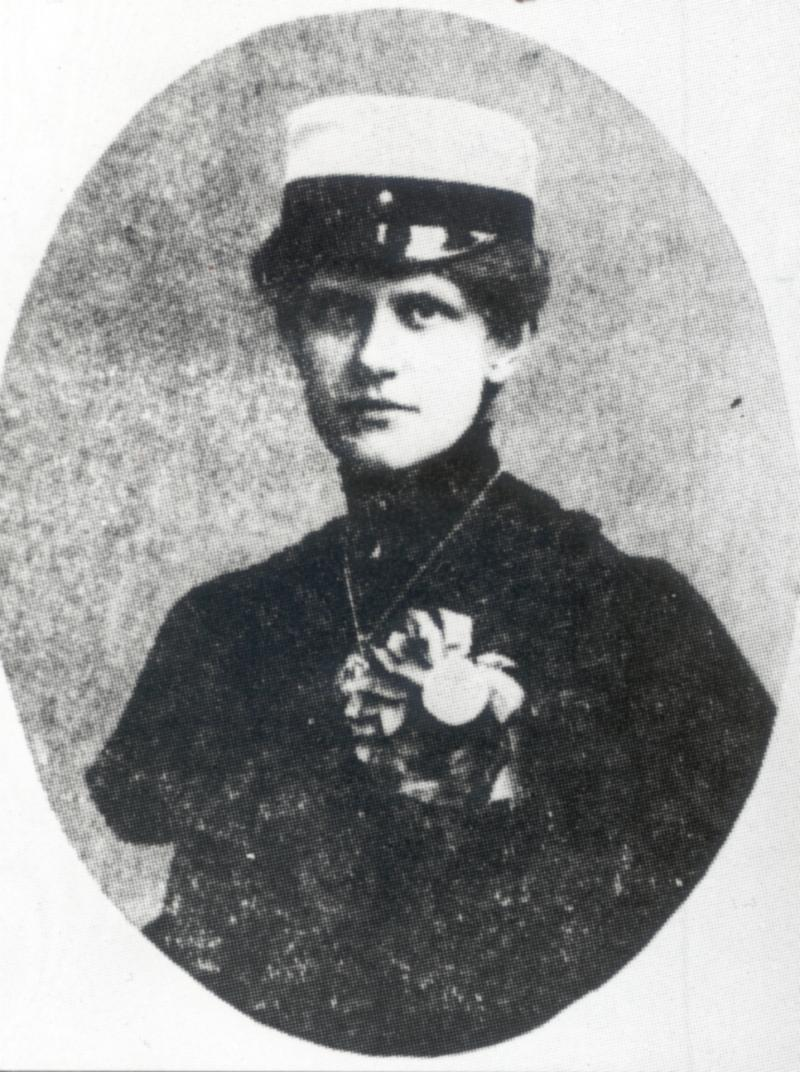
صورة لبيتي بيترسون (1838-1885)، أول امرأة تدرس في إحدى الجامعات في السويد.
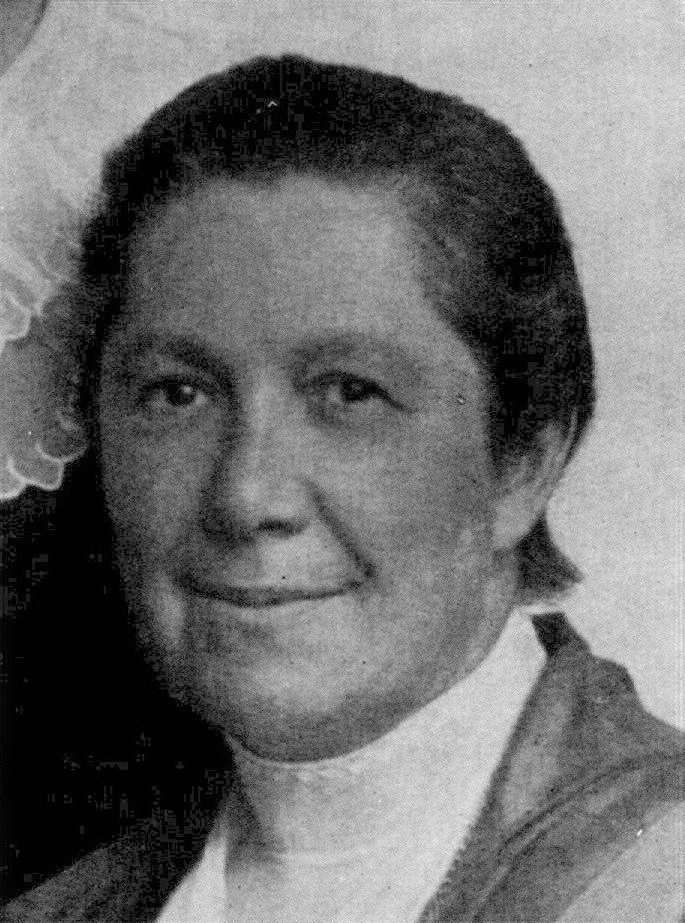
أول امرأة عضو في الجمعية التشريعية- إيميليا بروميه (1914).
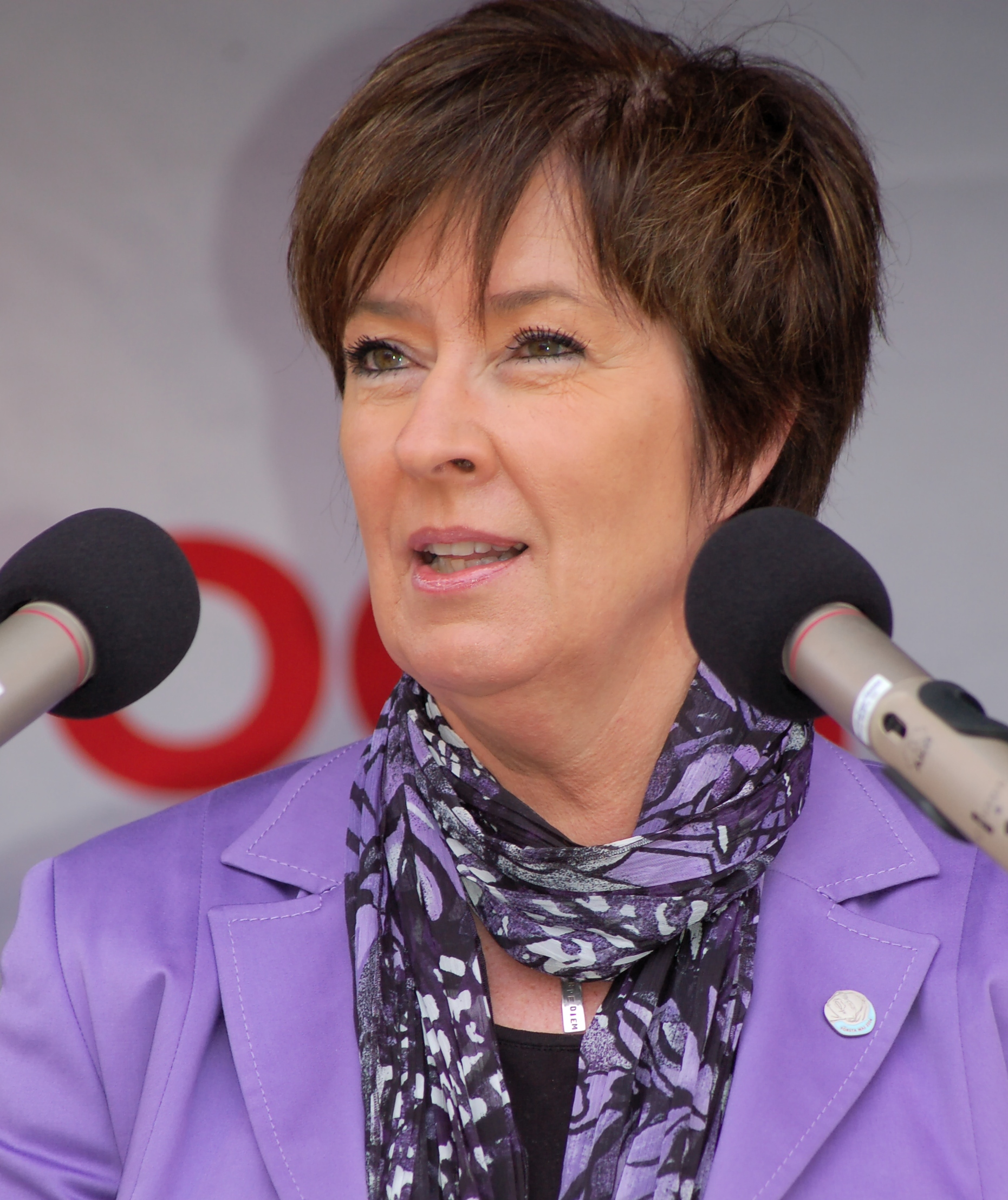
منى سالين.
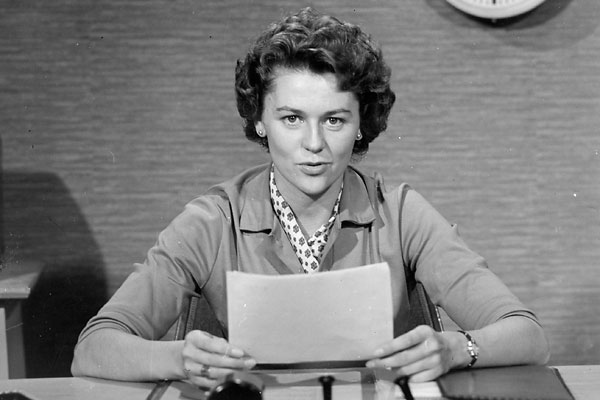
غان هاجلوند.
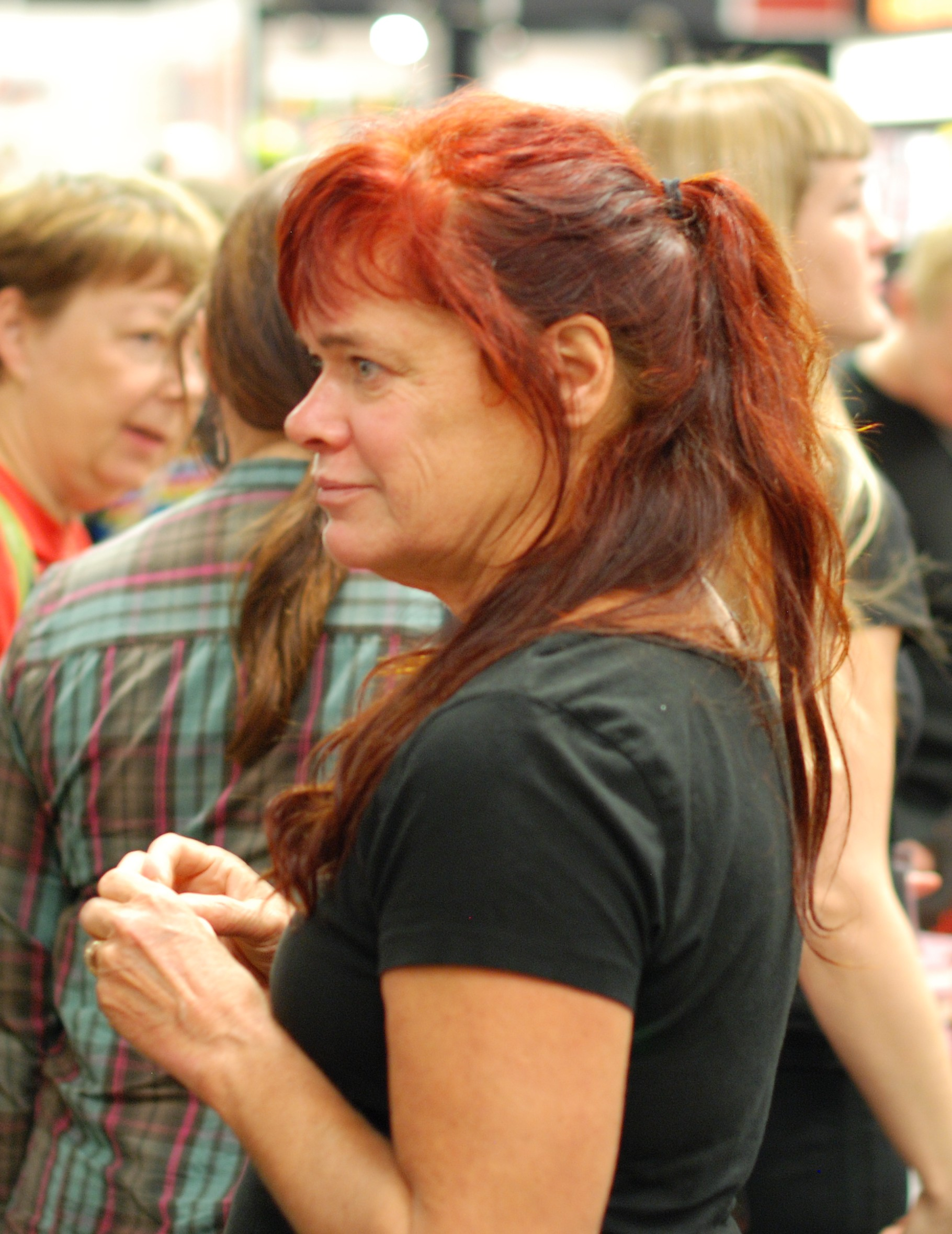
لينا اكيبو
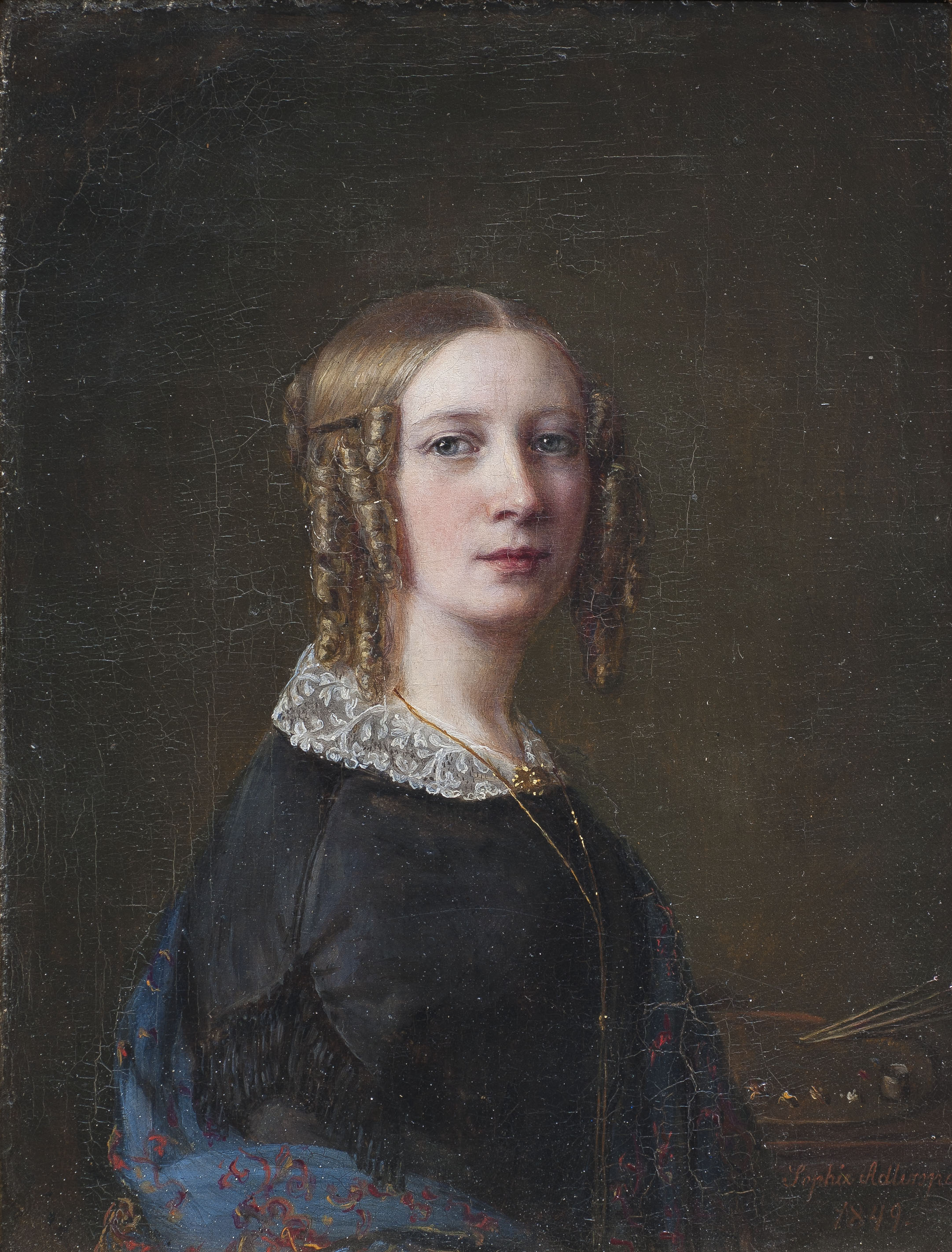
صوفيا أدلرزبار
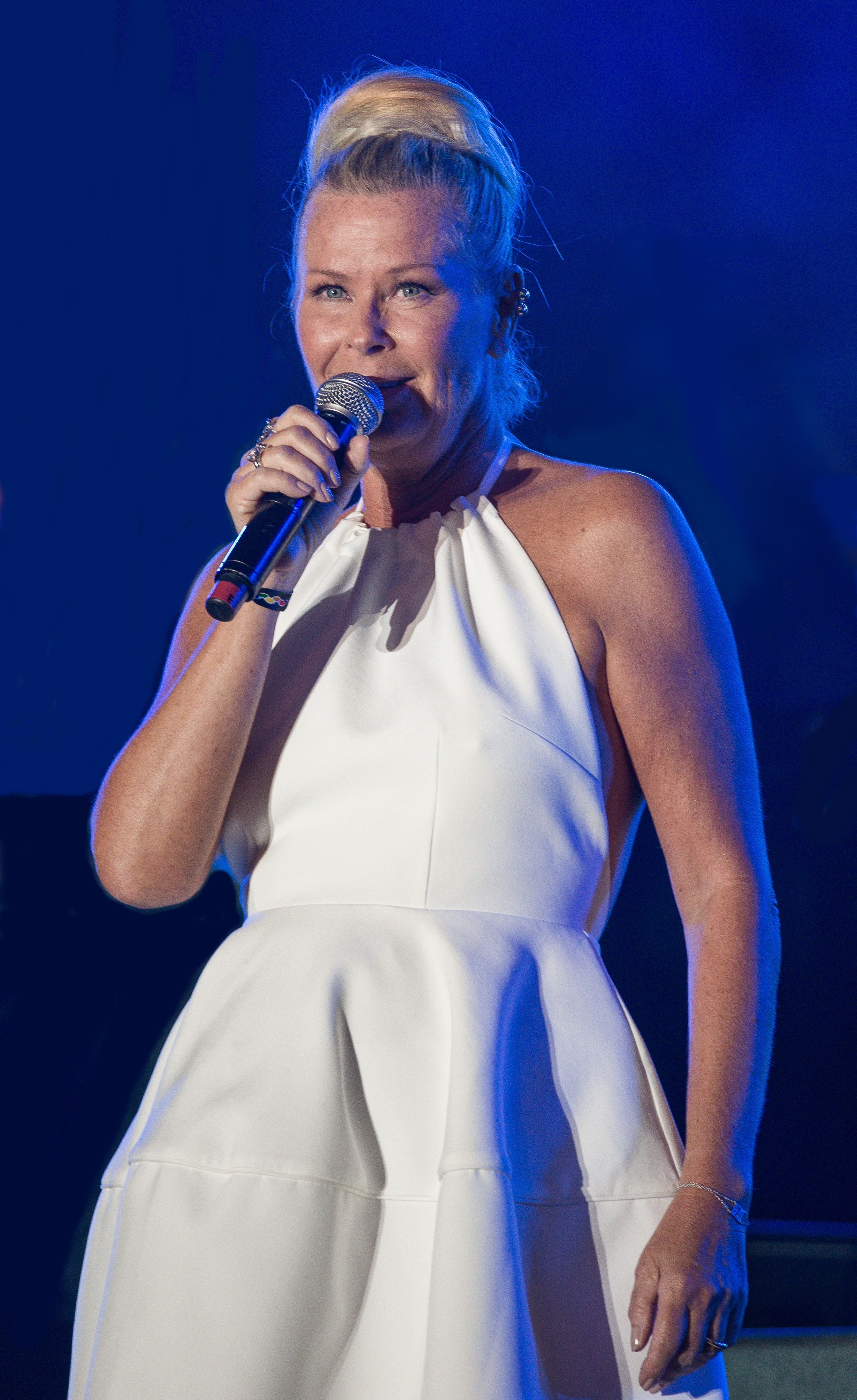
إيففا أتلينغ
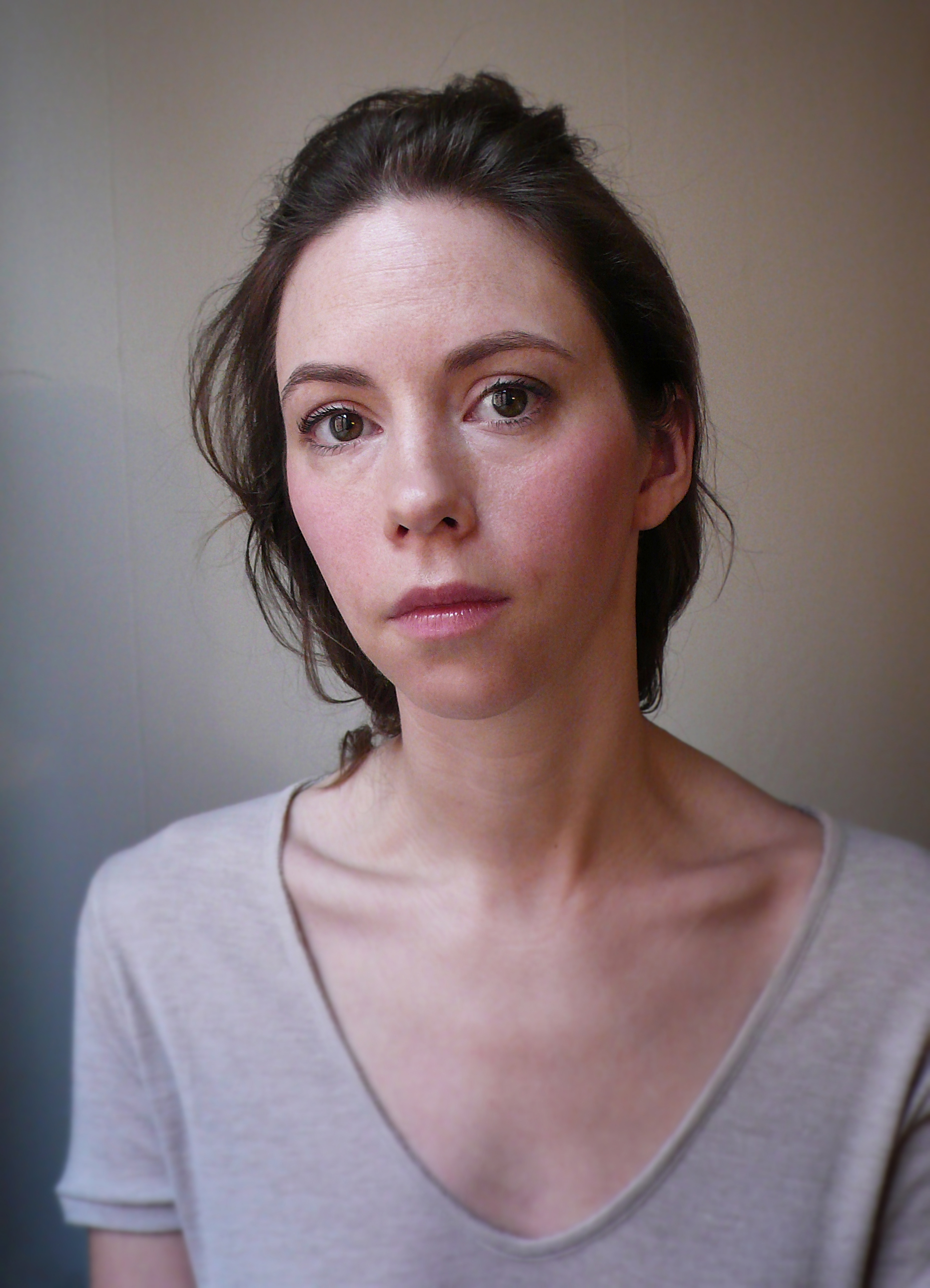
آنا كامنر
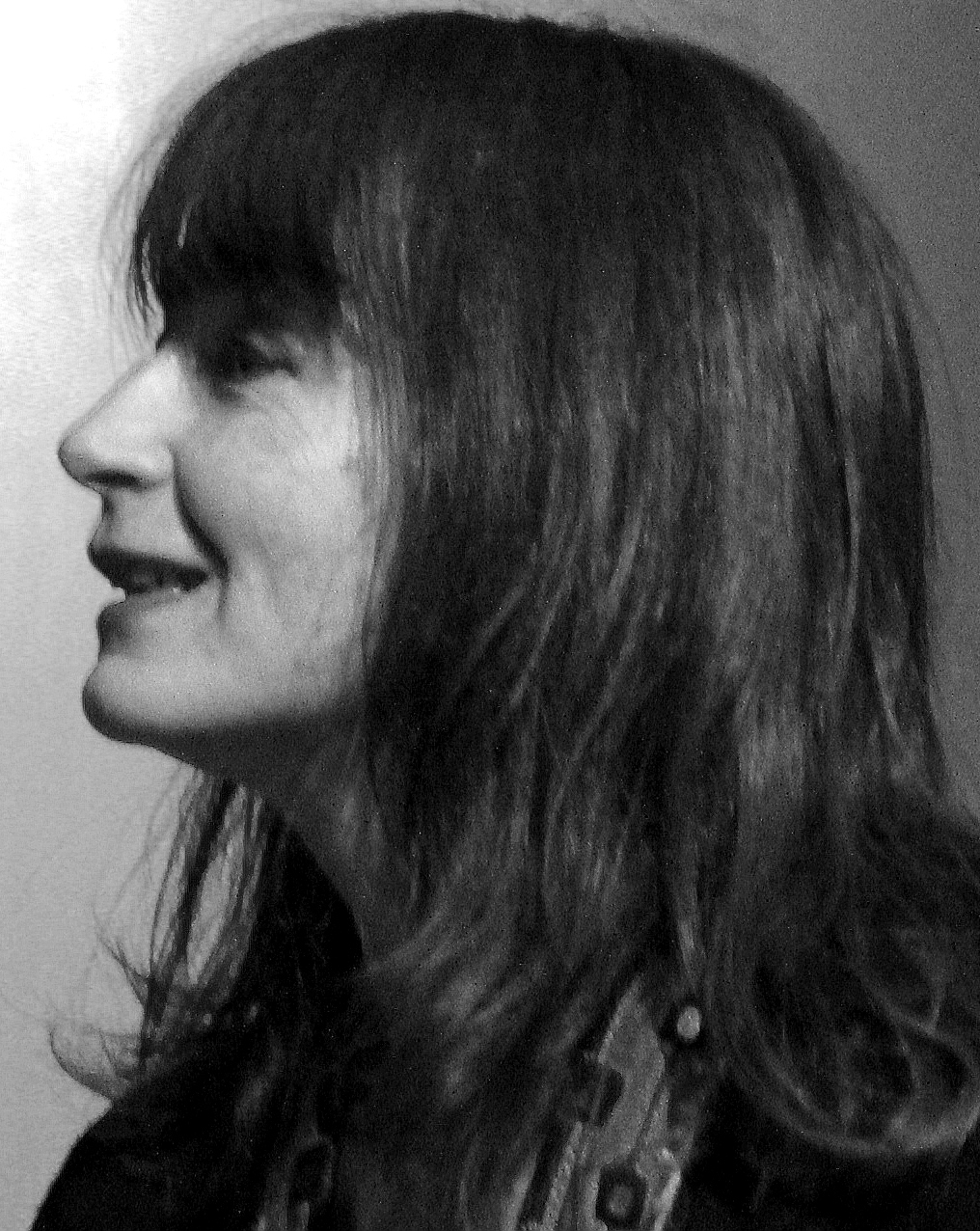
إنجر إلفيلدت
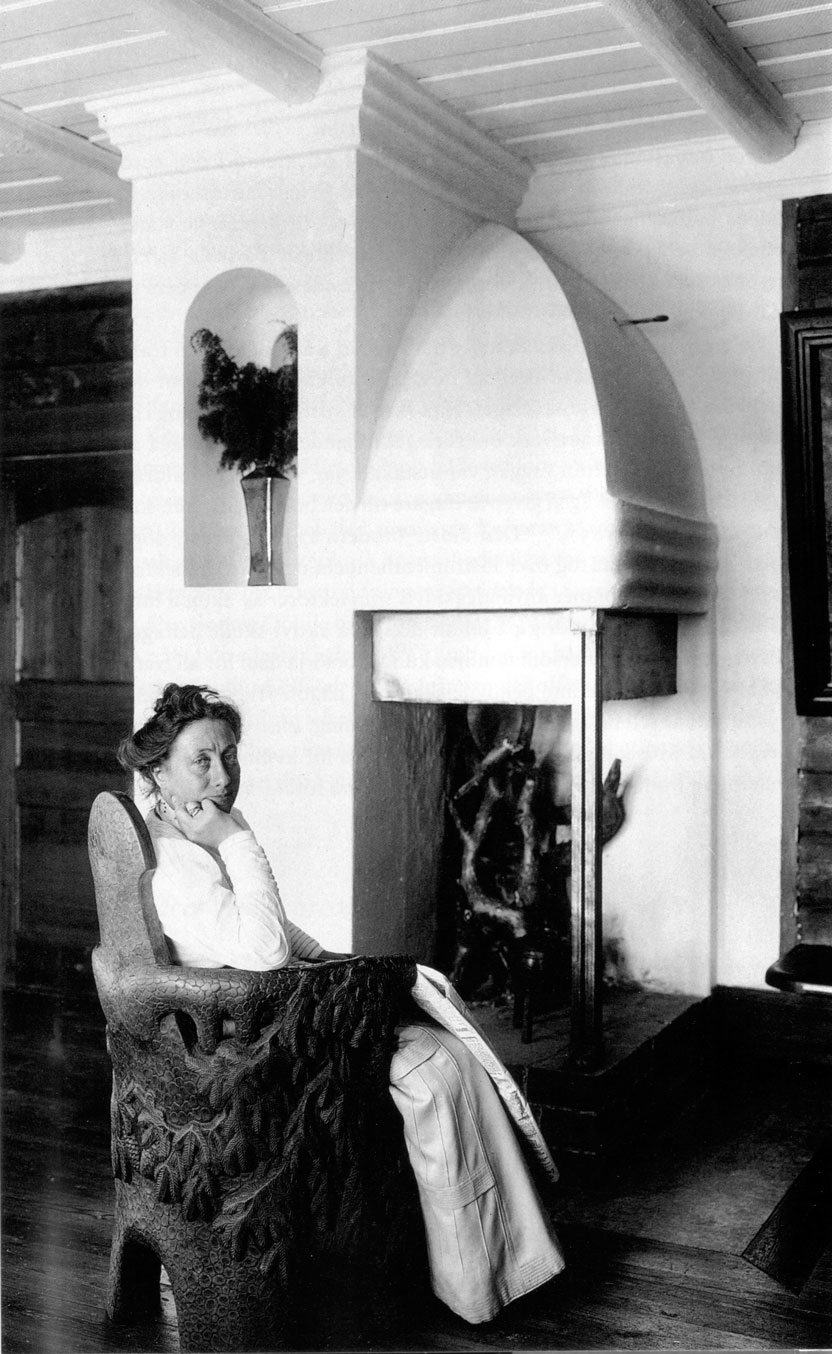
الرسامة إيفا بونيير
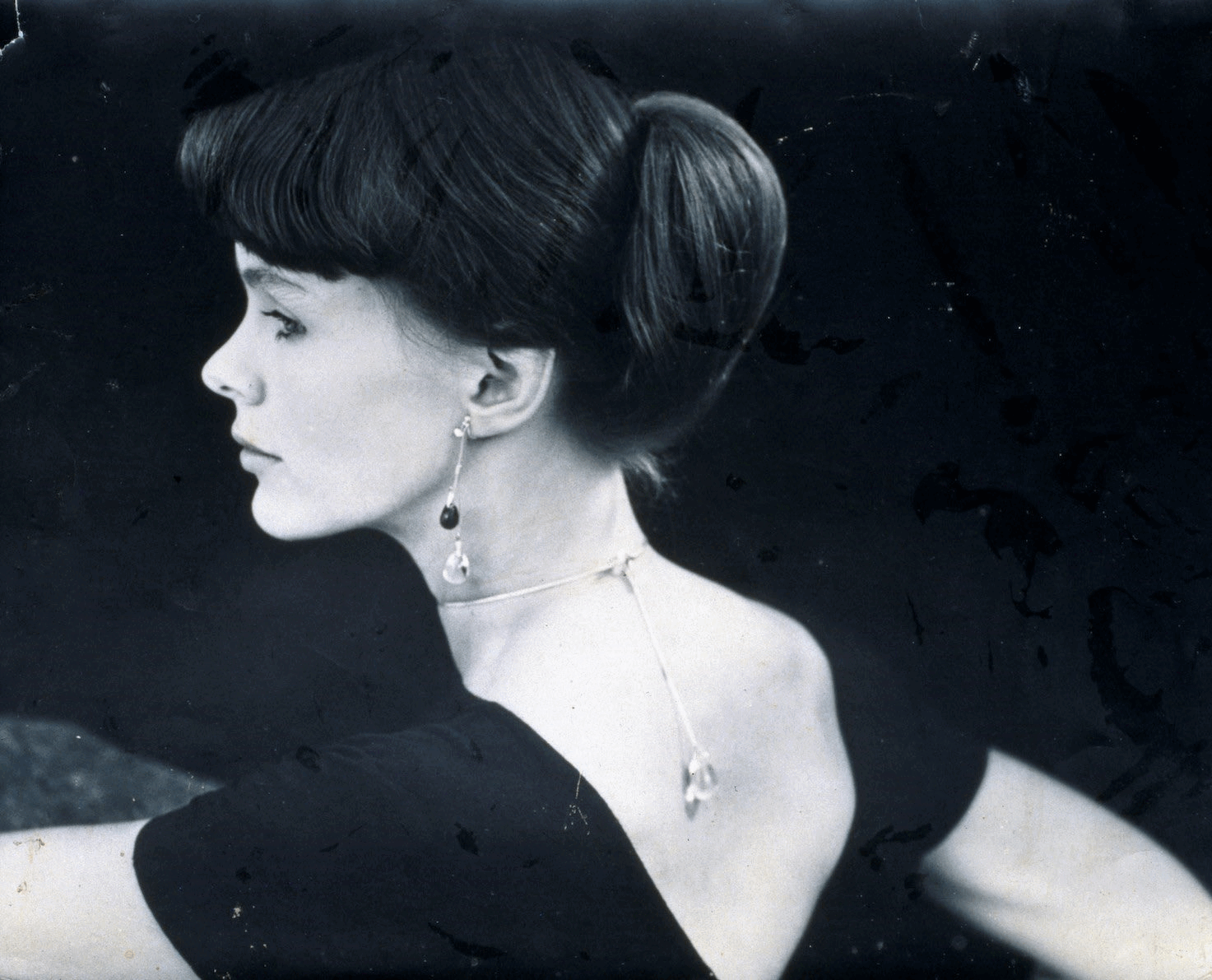
المُصممة فيفيانا بولو-هوبي
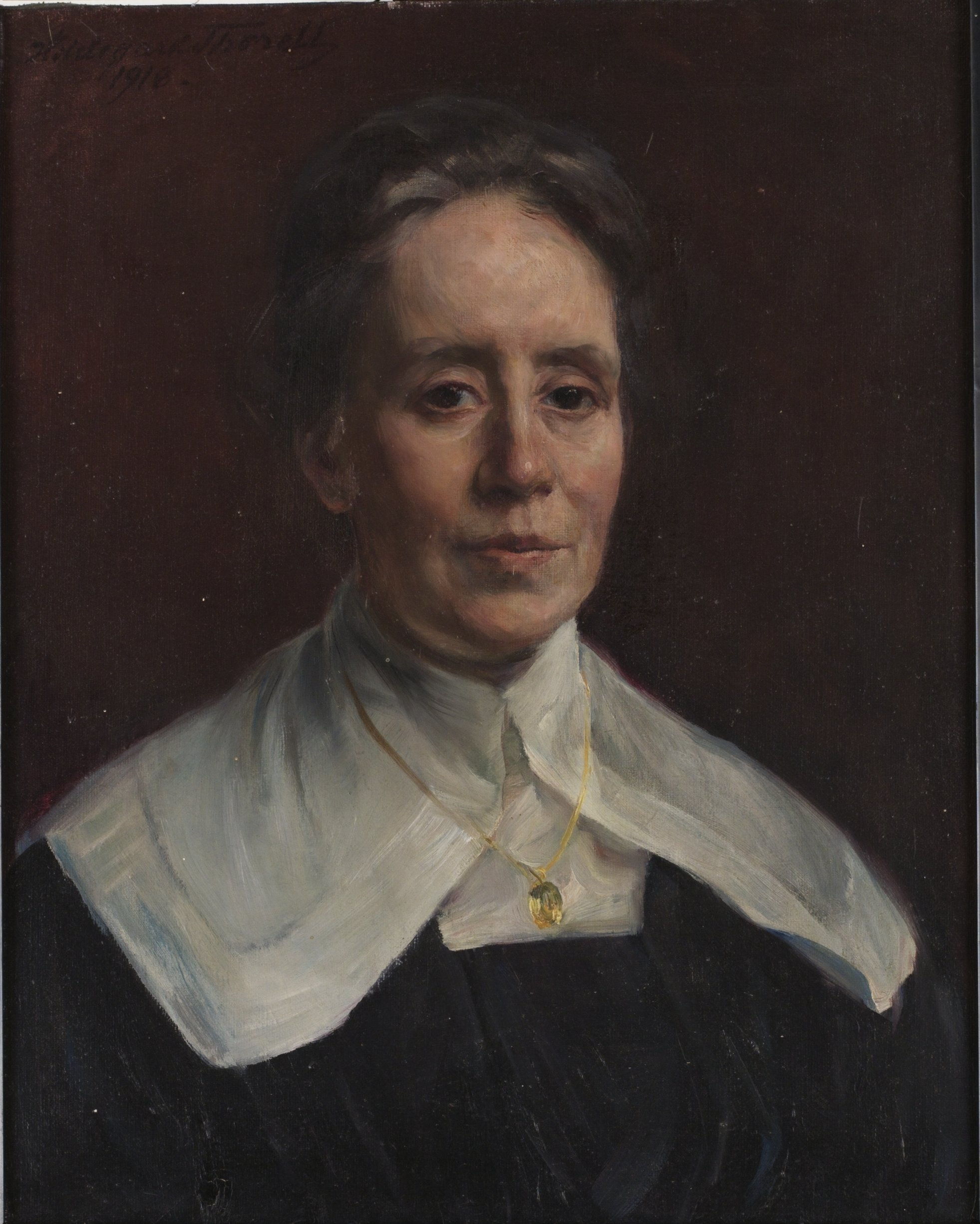
الرسامة فاني برايت

## الجدول الزمني لحقوق المرأة في السويد
- 1718: السماح لأعضاء النقابات الضريبية في نقابات المدن بالتصويت والترشح للانتخابات أثناء عصر الحرية، تم حظر هذا الحق للانتخابات المحلية في 1758 والانتخابات العامة في 1771.[162]
- 1734: في القانون المدني لعام 1734، يُحظر على الرجال بيع ممتلكات زوجاتهم دون موافقتهم، ويضمن كلا الزوجين بغض النظر عن نوع الجنس الحق في الطلاق بناء على الزنا، في حين أن الطرف البريء يؤمن بحضانة الأطفال.[12] تُمنح النساء غير المُتزوجات، عادة تحت وصاية أقرب قريب لهن من الذكور، الحق في إعلان الرشد القانوني عن طريق الاستغناء عن الممتلكات.[163]
- 1741: تم إسقاط اشتراط عضوية النقابة لأصحاب الحوزة، مما فتح المهن بشكل فعال أمام النساء.[13]
- 1749: تُمنح المرأة الحق في الانخراط في تجارة المواهب،[164] وتصريح أن تكون نشطة كبائعة شارع في ستوكهولم - وهي مهنة شائعة جدا للنساء الفقرات - يجب أن تصدر في المقام الأول لصالح النساء المحتاجات. من الدعم الذاتي.[14]
- 1772: يُمنح تصريح الدخول في تجارة التبغ إلى النساء (الأرامل والمُتزوجات) المحتاجات لدعم أنفسهن.[164]
- 1778: قانون قتل الأطفال. يُسمح للنساء غير المُتزوجات بمغادرة بلدتهن الأصلية للولادة دون الكشف عن هويتهن وتسجيل ولادة مجهولة، والامتناع عن الإجابة على أي أسئلة حول الولادة، وإذا اخترن إبقاء أطفالهن، فإن وضعهن غير المتزوج لن يذكر في الوثائق الرسمية. تجنبًا للحرج الاجتماعي.
- 1798: تُمنح سيدات الأعمال المُتزوجات الرشد القانوني ومسؤولية قانونية في شؤون أعمالهن التجارية، على الرغم من كونهن تحت الوصاية من أزواجهن.[13]
- 1804: السويد: تمنح المرأة تصريح تصنيع وبيع الشموع.[164]
- 1810: يقر البرلمان رسميًا حق المرأة غير المُتزوجة في أن تعلن عن أغلبيتها القانونية بموجب القانون الملكي.[165]
 تمنح سيدات الأعمال المُتزوجات الحق في اتخاذ القرارات المتعلقة بشؤونهن دون موافقة أزواجهن.[166]
- 1829: يُسمح للقابلات باستخدام الأدوات الجراحية، والتي كانت فريدة في أوروبا في ذلك الوقت، وتم إعطاؤهم صفة جراحية[167]
- 1842: المدرسة الابتدائية إجبارية لكل من الجنسين[168]
- 1845: الميراث المتساوي للأبناء والبنات (في غياب الوصية)[169]
- 1846: فُتحت مهن التجارة والحرف اليدوية لجميع النساء غير المُتزوجات.[170]
- 1853: تُفتح مهنة المعلم في المدارس الابتدائية والابتدائية العامة لكلا الجنسين.[20]
- 1858: الرشد القانوني للنساء غير المُتزوجات (وإذا طُلب الحصول عليه: الرشد القانوني التلقائي في عام 1863).[169]
- 1859: وظيفة مدرس جامعي ومسؤول أدنى في المؤسسات العامة تُفتح أمام النساء.[171]
- 1861: تم افتتاح أول مؤسسة عامة للتعليم العالي للنساء، تدريب المعلمين في ستوكهولم.
 تُفتح مهنة طب الأسنان للنساء[21]
- 1863: مهن البريد والبرق تُفتح للنساء[172]
- 1864: تُمنح النساء غير المُتزوجات نفس الحقوق في التجارة مثل الرجال.[166]
 يُحظر على الأزواج إساءة معاملة زوجاتهم.[42]
 مهنة الجمباز مفتوحة للنساء.[172]
- 1869: النساء مسموح لهن بالعمل في مكتب السكك الحديدية.[172]
- 1870: الجامعات مفتوحة للنساء (بنفس الشروط مثل الرجال 1873).[169] أول طالبة هي بيتي بيترسون.
- 1872: تُمنح المرأة حقًا غير محدود في اختيار شريك الزواج دون الحاجة إلى الحصول على إذن من عائلتها، وبالتالي يتم حظر الزيجات المرتبة (ومع ذلك، لم تمنح النساء من النبلاء نفس الحقوق حتى عام 1882).[173]
- 1874: منحت المرأة المُتزوجة السيطرة على دخلها الخاص.[169]
- 1889: النساء تصبحن مؤهلات لهيئات السلطة العامة مثل مجالس المدارس العامة ومجالس المستشفيات العامة والمفتشين وساحات الرعاية الضعيفة ومواقع مماثلة[169]
- 1900: إجازة الأمومة للعاملة الصناعية[170]
- 1901: تُمنح المرأة إجازة أمومة مدتها أربعة أسابيع.[42]
- 1902: المكاتب الطبية العامة مفتوحة للنساء[24]
- 1906: حق الاقتراع البلدي، الممنوح للنساء المُتزوجات منذ عام 1862، ممنوح للنساء غير المُتزوجات[174]
- 1908: أول نساء يعملن في هيئة الشرطة السويدية.[175]
- 1909: المرأة ممنوحة للأهلية في المجالس البلدية[36]
 يتم حذف عبارة «رجل سويدي» من نماذج الطلب إلى المكاتب العامة، وبالتالي يتم اعتماد النساء كمتقدمين لمعظم الوظائف العامة والوظائف كموظفين حكوميين.[24]
- 1920: الرشد القانوني للمرأة المُتزوجة وحقوق الزواج المتساوية[169]
- 1923: يمنح قانون الوصول رسميًا حق النساء في جميع المهن والمناصب في المجتمع، باستثناء بعض المناصب الكهنوتية والعسكرية.[25]
- 1938: تشريع وسائل منع الحمل.[42]
- 1939: منع إطلاق النار على امرأة بسبب الزواج أو الإنجاب.[42]
- 1947: راتب متساو لكلا الجنسين.[42]
- 1948: أجر الأمومة.[42]
- 1958: سمح للنساء بأن يصبحوا كهنة.[169]
- 1980: وقعت السويد على اتفاقية القضاء على جميع أشكال التمييز ضد المرأة في عام 1980، وصدقت عليها في وقت لاحق في عام 1980.[176]